# Phaolô Nguyễn Thanh Hoan
Phaolô Nguyễn Thanh Hoan (1932–2014) là một giám mục của Giáo hội Công giáo Rôma tại Việt Nam Ông từng đảm nhận nhiệm vụ giám mục tại Giáo phận Phan Thiết trong hai giai đoạn là giám mục phó (2001–2005) và giám mục chính tòa (2005–2009). Khẩu hiệu giám mục của ông là "Tin Mừng cho người nghèo khó". Trong Hội đồng Giám mục Việt Nam, ông giữ vai trò Chủ tịch Ủy ban Bác Ái Xã Hội – Caritas trong hai nhiệm kỳ, kéo dài từ năm 2001 đến năm 2007.
Sinh tại Nghệ An năm 1932 trong gia đình Công giáo, ngay từ năm 12 tuổi, cậu bé Nguyễn Thanh Hoan đã bước chân vào con đường tu trì. Sau quá trình di cư và tu học ở nhiều chủng viện Công giáo khác nhau, chủng sinh Hoan được phong chức linh mục tháng 4 năm 1965 tại Sài Gòn.
Với tính bác ái Công giáo nổi trội, tân linh mục được bổ nhiệm giữ chức linh mục phó kiêm phụ trách Hội Thừa sai Paris tại Đông Hà, Quảng Trị. Sau khoảng thời gian ngắn, do sự ác liệt của vùng giới tuyến trong chiến tranh Việt Nam, linh mục Hoan đưa những người ông cưu mang và đông đảo giáo dân đến sinh sống tại Hàm Tuy (nay là Bình Thuận). Tại nơi đây, ông được bổ nhiệm chính xứ Bồ Câu Trắng do chính ông thành lập và đã tổ chức nhiều hoạt động từ thiện, cải thiện đời sống của người dân không phân biệt tôn giáo.
Với sự đồng thuận giữa Tòa Thánh và chính quyền Việt Nam, linh mục Nguyễn Thanh Hoan dù lớn tuổi, vẫn được chọn làm giám mục phó Phan Thiết. Tin bổ nhiệm loan đi giữa tháng 7 năm 2001 và lễ tấn phong được tổ chức vào ngày 11 tháng 8 cùng năm. Sau bốn năm làm giám mục phó, ông kế nhiệm chức giám mục chính tòa tháng 4 năm 2005 và hồi hưu vì lý do tuổi tác tháng 7 năm 2009.
Giám mục Nguyễn Thanh Hoan qua đời tháng 8 năm 2014 tại Tu đoàn Bác Ái Xã Hội.

## Thân thế và tu tập
Giám mục Nguyễn Thanh Hoan sinh ngày 11 tháng 11 năm 1932 (tài liệu Tòa Thánh cho rằng năm sinh là 1939) tại Giáo xứ Phi Lộc, Giáo phận Vinh (thuộc xã Diễn Quảng, huyện Diễn Châu, tỉnh Nghệ An), là người con thứ tám trong gia đình gồm 9 anh em trai. Song thân của ông là ông Phaolô Nguyễn Bá Linh và bà Maria Vũ Thị Đa.
Ngày 13 tháng 8 năm 1944, gia đình đưa cậu bé Hoan đi nhập học tại trường Tập Xuân Phong. Ba năm sau đó, tháng 8 năm 1948, Nguyễn Thanh Hoan nhập học tại Tiểu chủng viện Xã Đoài. Sau đó, cậu được chuyển vào học tại Tiểu chủng viện Di cư vào năm 1954. Sau quá trình học tập, từ năm 1957 đến năm 1959, ông giảng dạy tại Tiểu chủng viện Thánh Phêrô Nguyễn Khắc Tự, Thủ Đức (Chủng viện Vinh di cư). Sau đó, tháng 8 năm 1959, chủng sinh Nguyễn Thanh Hoan tiếp tục con đường tu học bằng việc nhập học tại Đại chủng viện Xuân Bích Thị Nghè (Sài Gòn), Huế, Vĩnh Long.

## Linh mục
Nguyễn Thanh Hoan được thụ phong linh mục ngày 29 tháng 4 năm 1965 tại Vương cung Thánh đường Đức Bà Sài Gòn. Sau khi chịu chức, vị linh mục trẻ tuổi được bổ nhiệm làm linh mục phó xứ Đông Hà, Quảng Trị. Với việc quan tâm đến từ thiện xã hội, linh mục trẻ tuổi còn được chọn kiêm nhiệm chức phụ trách Hội Thừa Sai Paris tại Đông Hà.
Một năm sau khi được truyền chức linh mục, Nguyễn Thanh Hoan được bổ nhiệm phụ trách Chương trình Văn hoá Xã hội của Tổng giáo phận Huế. Hai năm sau đó, sau khi nhận được chuẩn thuận của tổng giám mục Philípphê Nguyễn Kim Điền, linh mục Hoan mở và đảm trách vai trò Hiệu trưởng một Cô nhi viện và trường Tư thục cấp III Đắc Lộ (Alexandre de Rhodes) để giúp đỡ các trẻ em mồ côi nạn nhân chiến tranh vùng giới tuyến.
Năm 1968, linh mục Phaolô Hoan tốt nghiệp chương trình Đại học Văn khoa Huế với bằng Cử nhân Giáo khoa Triết học. Trong cùng năm này, sau biến cố Tết Mậu Thân, linh mục Hoan mở nhà tình thương "Gia đình Bồ Câu Trắng", đón nhận các nạn nhân chiến tranh. Năm 1972 với biến cố chiến tranh Mùa hè đỏ lửa Quảng Trị, ông di chuyển trường Đắc Lộ và 202 em mồ côi từ Quảng Trị vào Bình Tuy (bây giờ thuộc huyện Hàm Tân, tỉnh Bình Thuận) lập làng thiếu nhi Bồ Câu Trắng. Đi cùng chuyến di cư có 300.000 giáo dân và các thành viên "gia đình Bồ Câu Trắng".
Năm 1978, chính quyền mới ở Việt Nam tiếp quản cơ sở trường học và làng thiếu nhi, linh mục Hoan được điều chuyển phụ trách Giáo xứ Bồ Câu Trắng (nay là giáo xứ Thánh Linh).
Những năm cuối thập niên 80, khi về thăm quê nhà là giáo xứ Phi Lộc, giáo phận Vinh, linh mục Nguyễn Thanh Hoan bắt gặp nhiều gia đình nghèo sinh sống trên thuyền chài, vì vậy ông quyết định mời gọi họ di cư theo mình về xã Tân Hà, huyện Hàm Tân, tỉnh Bình Thuận trong hoàn cảnh rất khó khăn. Từ năm 1994, linh mục Hoan liên tục tổ chức nhiều chương trình từ thiện bác ái xã hội, xoá đói giảm nghèo, đồng thời thực hiện việc truyền giáo đến những người nghèo khó ở nông thôn. Đồng hành cùng linh mục Hoan là xe Honda Cub 81 cũ kỹ với hai bên đèn xi nhan lỏng lẻo gần rớt ra ngoài. Nhờ các hoạt động xã hội, người dân xã Tân Hà, huyện Hàm Tân, Bình Thuận hầu hết đều biết đến linh mục Hoan. Những hoạt động hỗ trợ người dân không phân biệt tôn giáo gồm khoan giếng nước sạch, cơi nới đường làng, xây dựng nhiều nhà tình thương và hỗ trợ điện lưới kéo vào thôn bản, các chương trình hỗ trợ phát triển nông nghiệp như "heo, bò tín dụng", xây đập lấy nước tưới tiêu đồng ruộng, các phòng khám Đông y miễn phí. Nhiều người dân tại đây sau đó đã cải sang đạo Công giáo. Công trình xã hội đáng ghi nhận là linh mục Hoan cho xây dựng đập nước lớn phục vụ nhu cầu tưới tiêu hơn 100 hecta đất nông nghiệp thuộc 300 gia đình. Kinh phí do Cộng đoàn Từ thiện từ Đức hỗ trợ.
Từ năm 1999 đến năm 2001, linh mục Nguyễn Thanh Hoan đảm trách vai trò Linh mục Quản hạt Hàm Tân.

## Giám mục

### Giám mục phó Phan Thiết
Ngày 14 tháng 7 năm 2001, linh mục Phaolô Nguyễn Thanh Hoan được Tòa Thánh Vatican bổ nhiệm làm giám mục phó Giáo phận Phan Thiết, với quyền kế vị. Cùng trong đợt bổ nhiệm này, Tòa Thánh còn bổ nhiệm hai tân giám mục khác là Giuse Hoàng Văn Tiệm, giám mục chính tòa Giáo phận Bùi Chu và giám mục phụ tá Tổng giáo phận Thành phố Hồ Chí Minh Giuse Vũ Duy Thống. Các tân giám mục là kết quả vòng đàm phán vào tháng 6 cùng năm giữa Vatican và chính quyền Việt Nam. Ngoài các tân chức được chính quyền Việt Nam đồng thuận với đề cử từ Tòa Thánh nêu trên, chính quyền Việt Nam từng từ chối ứng viên chức tổng giám mục Hà Nội, một ứng viên cho chức giám mục Giáo phận Hưng Hóa (nơi trống tòa từ năm 1992) và Giáo phận Hải Phòng trống tòa đã 3 năm.

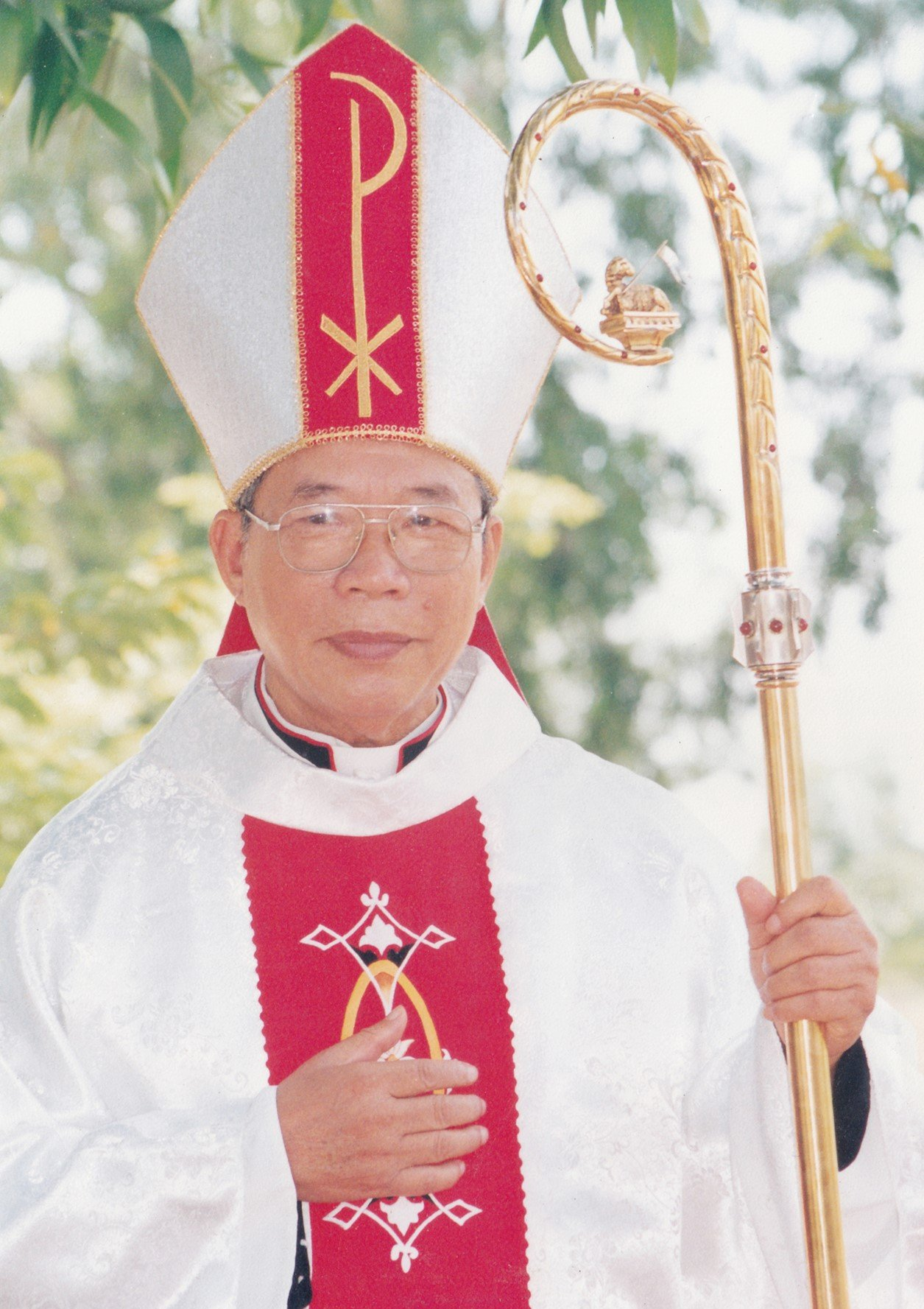
Tân giám mục Phaolô Nguyễn Thanh Hoan năm 2001.

Lễ tấn phong cho Tân giám mục Nguyễn Thanh Hoan được cử hành sau đó vào ngày 11 tháng 8 cùng năm. Phần nghi thức truyền chức chính yếu được cử hành bởi vị chủ phong là giám mục chính tòa Phan Thiết Nicôla Huỳnh Văn Nghi và hai vị phụ phong là giám mục Phêrô Nguyễn Văn Nhơn, giám mục chính tòa Giáo phận Đà Lạt và giám mục Tôma Nguyễn Văn Trâm, giám mục phụ tá Giáo phận Xuân Lộc. Khẩu hiệu giám mục của ông là "Tin Mừng cho người nghèo khó".

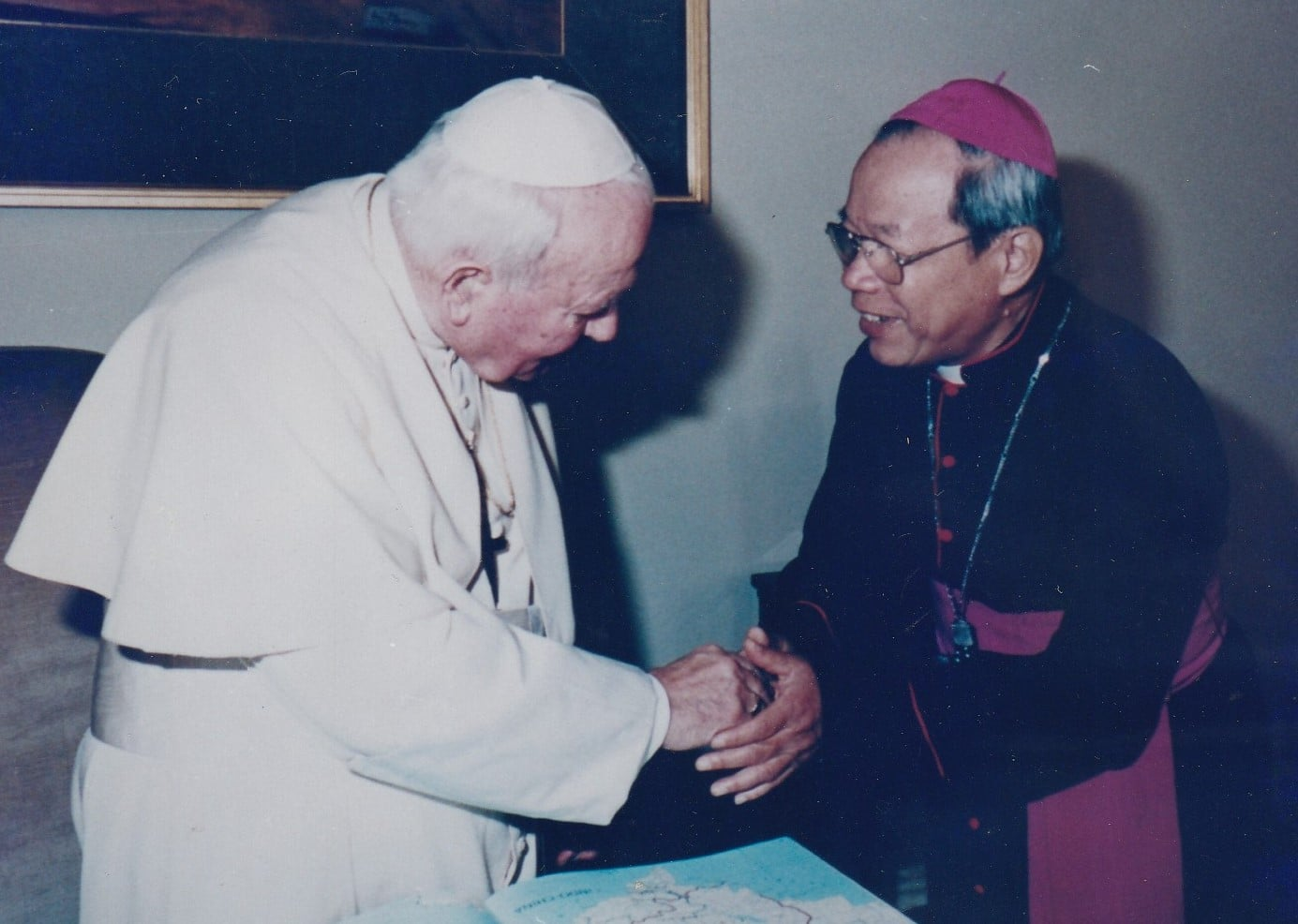
Giám mục Phaolô Nguyễn Thanh Hoan yết kiến Giáo hoàng Gioan Phaolô II.

Ngày 19 tháng 9 năm 2001, Ủy ban Bác ái Xã hội được thành lập trong Đại hội VIII của Hội đồng Giám mục Việt Nam. Ủy ban mới thành lập này được trao cho tân giám mục Phaolô Nguyễn Thanh Hoan làm Chủ tịch. Ủy ban này chỉ chính thức hoạt động với công việc từ thiện và cứu trợ đầu tiền sau kỳ họp ngày 26 tháng 9 năm 2002.
Giám mục Nguyễn Thanh Hoan cùng linh mục thư ký Giáo tỉnh Sài Gòn tham gia Hội nghị Hội nghị toàn cầu của Hội đồng Giáo hoàng Công lý và Hoà bình được tổ chức lần đầu tiên tại Rôma từ ngày 27 đến ngày 30 tháng 10 năm 2004. Ngày 29 tháng 12 năm 2004, với sự đồng thuận của giám mục Nicôla Huỳnh Văn Nghi, giám mục Nguyễn Thanh Hoan thiết lập Tu đoàn Bác Ái Xã Hội, nay là Tu đoàn Anh Em Bác Ái Chúa Kitô Tôi Tớ (nhánh nam) và Tu đoàn Chị Em Bác Ái Chúa Kitô Tôi Tớ (nhánh nữ), nhằm mục đích hỗ trợ người nghèo.

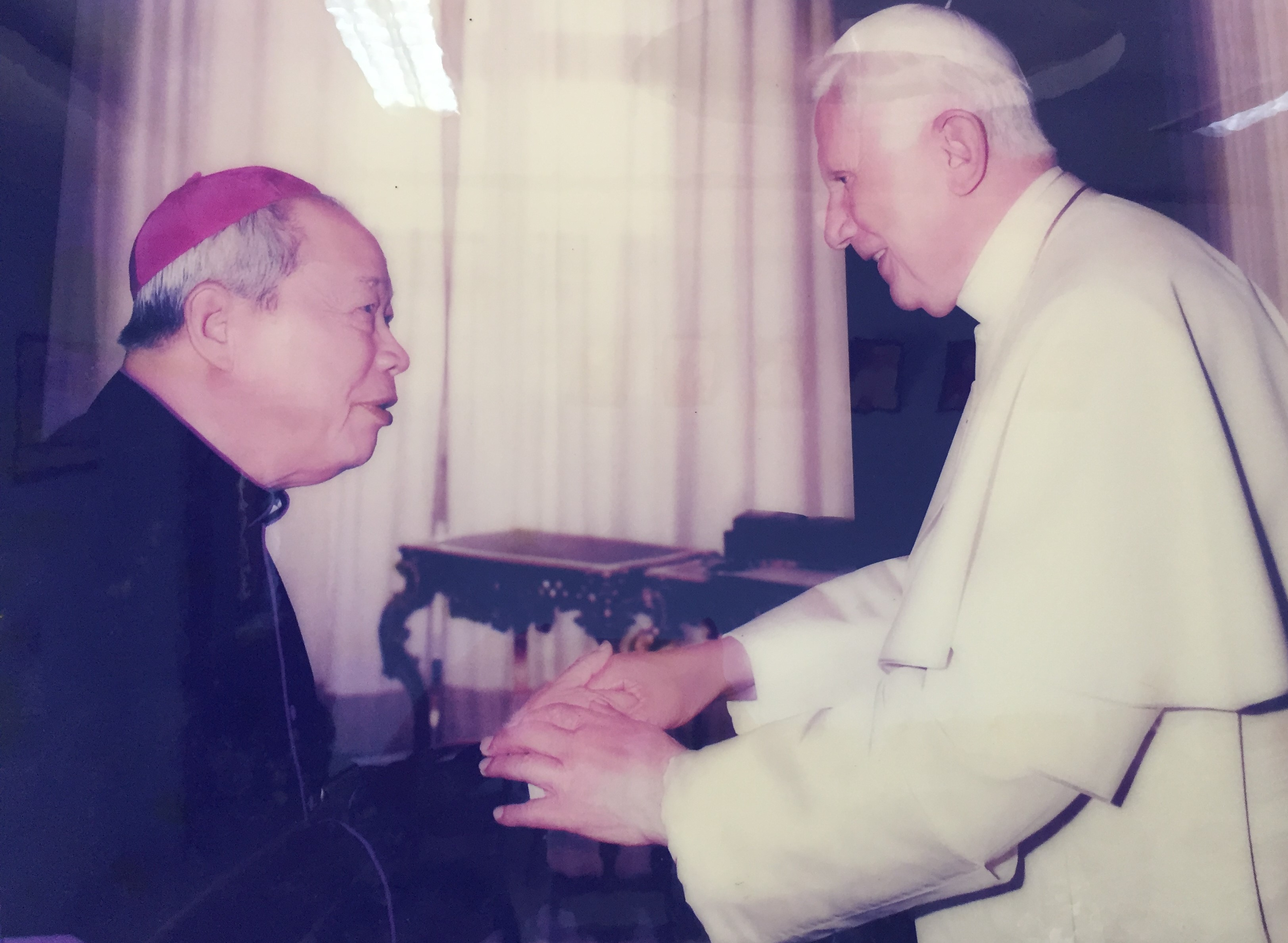
Giám mục Phaolô Nguyễn Thanh Hoan yết kiến Giáo hoàng Biển Đức XVI.

### Giám mục chính tòa Phan Thiết
Ngày 1 tháng 4 năm 2005, Tòa Thánh loan tin chấp nhận cho giám mục Nicôla Huỳnh Văn Nghi hồi hưu và giám mục Nguyễn Thanh Hoan làm tân giám mục chính tòa Giáo phận Phan Thiết, Việt Nam. Bốn ngày sau đó, ông chính thức đảm nhận chức vụ mới này. Ngày 13 tháng 5 cùng năm, ông chủ sự nghi lễ khởi công nhà thờ kính Đức Mẹ Tà Pao. Để việc đến thăm tượng Đức Mẹ Tà Pao cho giáo dân, khách hành hương, thăm viếng được thêm thuận tiện, ngày 13 tháng 8 năm 2006, ông cử hành nghi thức khởi công đường lên núi Tà Pao và Trung tâm Hành hương Đức Mẹ Tà Pao. Trên một triệu người không phân biệt tôn giáo đã tham gia thánh lễ này.
Bão Xangsane tàn phá 9 tỉnh thành miền Trung Việt Nam đầu tháng 10 năm 2006. Trước tình trạng lũ lụt cùng với bão tàn phá, nhiều người đã tử vong và tài sản đã bị ảnh hưởng nghiêm trọng. Trước tình trạng này, Ủy ban Bác ái Xã hội trực thuộc Hội đồng Giám mục Việt Nam do Nguyễn Thanh Hoan làm chủ tịch đề nghị giáo dân lạc quyên hỗ trợ, các quỹ Caritas của các giáo phận địa phương với tổng số tiền trên 500 triệu đồng để hỗ trợ các nạn nhân không phân biệt tôn giáo. Trong dịp này, Ủy ban cũng đã hỗ trợ các giáo phận Kon Tum và Đà Nẵng mỗi giáo phận 100 triệu đồng.

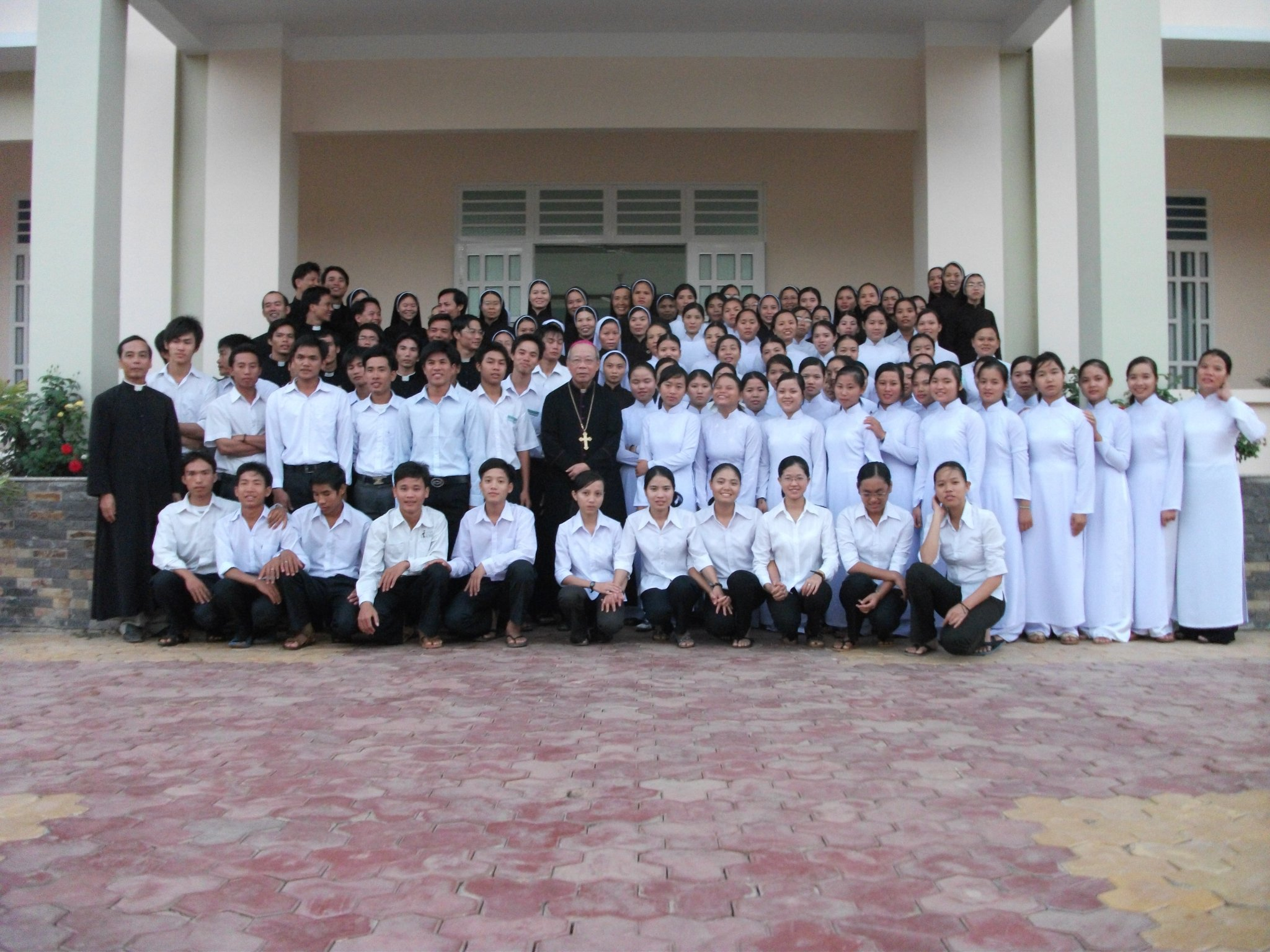
Giám mục Phaolô Nguyễn Thanh Hoan và đoàn nam nữ tu sĩ Tu Đoàn Bác Ái Xã Hội do ngài thành lập, nay là Tu Đoàn Bác Ái Chúa Kitô Tôi Tớ.

Ngày 24 tháng 10 năm 2007, nhiều người mang sắc phục quân đội đến đập bỏ nhà thờ Sông Mao, tọa lạc tại xã Hải Ninh, huyện Bắc Bình, tỉnh Bình Thuận. Nhà thờ này bị đập phá hoàn toàn, trừ hai công trình phụ là tháp chuông và hang Đức Mẹ. Trước hoàn cảnh như trên, ngày 31 tháng 10, giám mục Nguyễn Thanh Hoan viết thư gửi đến nhiều cơ quan, chính quyền các cấp thuộc tỉnh Bình Thuận như Ủy ban nhân dân tỉnh, Hội đồng Nhân dân tỉnh, Ban Tôn giáo tỉnh,... nhằm phản ứng trước diễn biến này. Giám mục Hoan cho biết các giáo sĩ, tu sĩ và giáo dân rất bất bình trước sự việc trên. Trong thư, giám mục Hoan cho rằng việc đập bỏ nhà thờ Sông Mao là trái pháp luật do nhà thờ đang bị tranh chấp, dù theo giám mục Hoan, không có văn bản trưng thu nhà thờ. Vị giám mục giáo phận Phan Thiết cho rằng diễn biến trên đi ngược với chính sách tôn giáo của chính phủ, khinh thường chủ quyền của tôn giáo đối với nơi thờ tự và xúc phạm tình cảm giáo hữu. Nguyễn Thanh Hoan nhận định, việc dùng lực lượng quân đội để phá công trình nhà thờ Sông Mao nhằm mục đích uy hiếp tôn giáo. Trước diễn biến trên, Nguyễn Thanh Hoan đề nghị giữ nguyên hiện trạng, đồng thời đặt nhiều câu hỏi: cơ quan ra lệnh phá hủy nhà thờ, sự khác nhau trong việc giải quyết giữa ngôi chùa và nhà thờ đang có chung tình trạng pháp lý cách khác biệt và thời hạn giải quyết vấn đề nhà thờ và nhu cầu tôn giáo cho giáo dân Sông Mao.

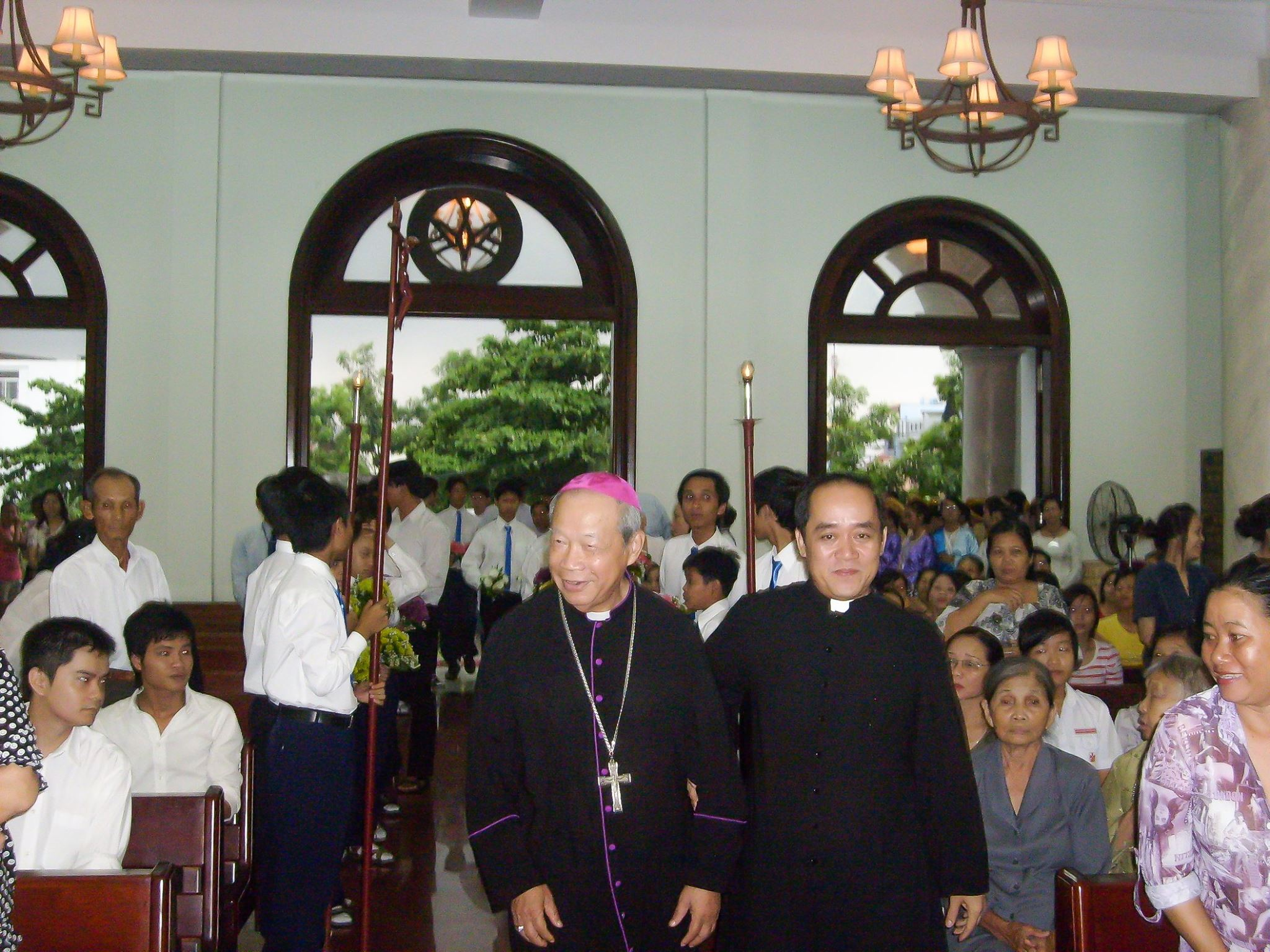
Giám mục Phaolô Nguyễn Thanh Hoan thăm Giáo xứ Bến Hải, Tổng Giáo phận Sài Gòn, nhân dịp lễ Đức Mẹ Mông Triệu, bổn mạng giáo xứ, ngày 14-08-2013.

Ngày 8 tháng 1 năm 2008, giám mục Nguyễn Thanh Hoan công bố thư chung mục vụ liên quan đến đức tin Công giáo. Với lý do trong vòng 5 năm trước đó có nhiều vụ việc làm hoang mang, ảnh hưởng đến đời sống của giáo dân và sự hiệp nhất giữa họ và vai trò của giám mục trong việc bảo vệ đức tin Công giáo, sau khi dựa vào một số tiêu chuẩn chung của Thánh bộ Giáo lý Đức Tin trực thuộc Tòa Thánh, giám mục Hoan tuyên bố các vụ việc gọi là Phép lạ Mình Thánh Chúa ở Nhà thờ Tánh Linh (năm 2002), Phép lạ Trừ Quỷ ở Nhà thờ Tánh Linh (năm 2002), Phép lạ Trái Tim Chúa chảy máu ở Giáo xứ Phước An (năm 2007), Phép lạ Chữa người bị bại chân ở Giáo xứ Thánh Linh (năm 2007),… là không phù hợp với tiêu chuẩn được đánh giá là "phép lạ" của Giáo hội Công giáo Rôma.
Giữa tháng 3 năm 2008, giám mục Hoan tham gia Hội thảo toàn quốc về Học thuyết xã hội Công giáo và hoạt động bác ái xã hội tổ chức tại khuôn viên Tòa giám mục Xuân Lộc và có bài phát biểu tại hội nghị. Giám mục Hoan cho rằng, giáo sĩ và tu sĩ tại Việt Nam không dành mối quan tâm đến vấn đề từ thiện (thuật ngữ Công giáo là bác ái) khi giữ các lời khấn khiết tịnh, vâng lời và khó nghèo và cũng thừa nhận mình chưa quan tâm đến vấn đề này đúng mức. Ông cho rằng không nên động viên những người được hỗ trợ theo đạo Công giáo và mong muốn các hoạt động từ thiện bác ái được tổ chức và hệ thống như các hoạt động mục vụ và truyền giáo. Trong hai ngày 22 và 23 tháng 10 năm 2008, ông tham gia Hội nghị ra mắt Caritas Việt Nam. Tại ngày đầu tiên của Hội nghị, giám mục Hoan đã có bài phát biểu với chủ đề: Caritas và cuộc sống con người. Ngày 1 tháng 4 năm 2009, ông tham dự lễ ra mắt Caritas Giáo phận Phan Thiết. Đây là giáo phận đầu tiên triển khai mô hình Caritas cấp giáo phận.

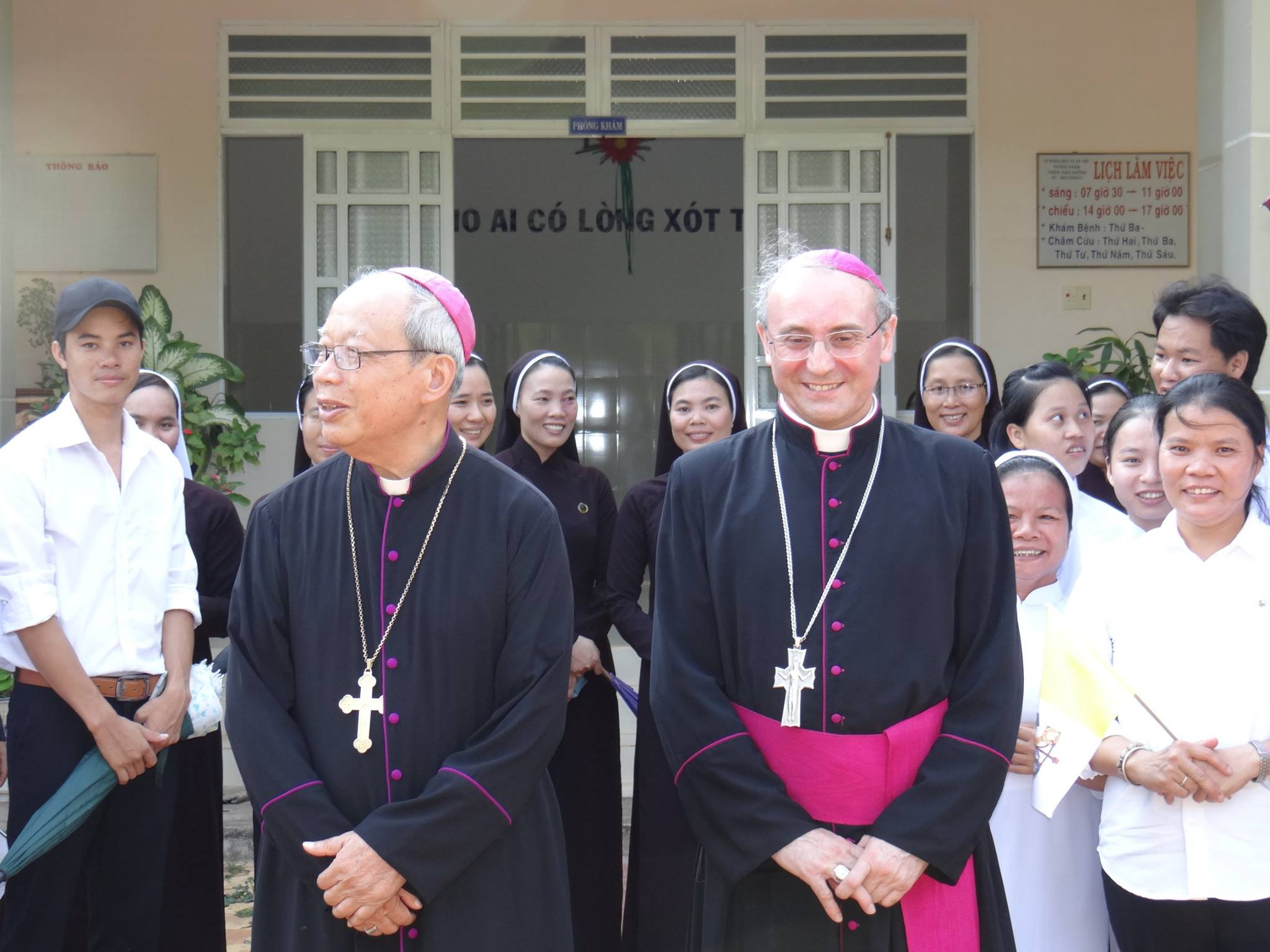
Tổng Giám mục Leopoldo Girelli, Đại diện Tòa Thánh không thường trú tại Việt Nam, thăm Tu Đoàn Bác Ái Xã Hội của Giám mục Phaolô Nguyễn Thanh Hoan trong chuyến viếng thăm ngày 06-04-2013.

Từ ngày 21 tháng 6 đến ngày 4 tháng 7 năm 2009, giám mục Nguyễn Thanh Hoan tham dự chuyến viếng thăm Tòa Thánh Vatican cùng với các giám mục người Việt Nam. Tại Rôma, ngày 27 tháng 6, ông tiếp kiến Giáo hoàng Biển Đức XVI cùng với các giám mục Việt Nam.

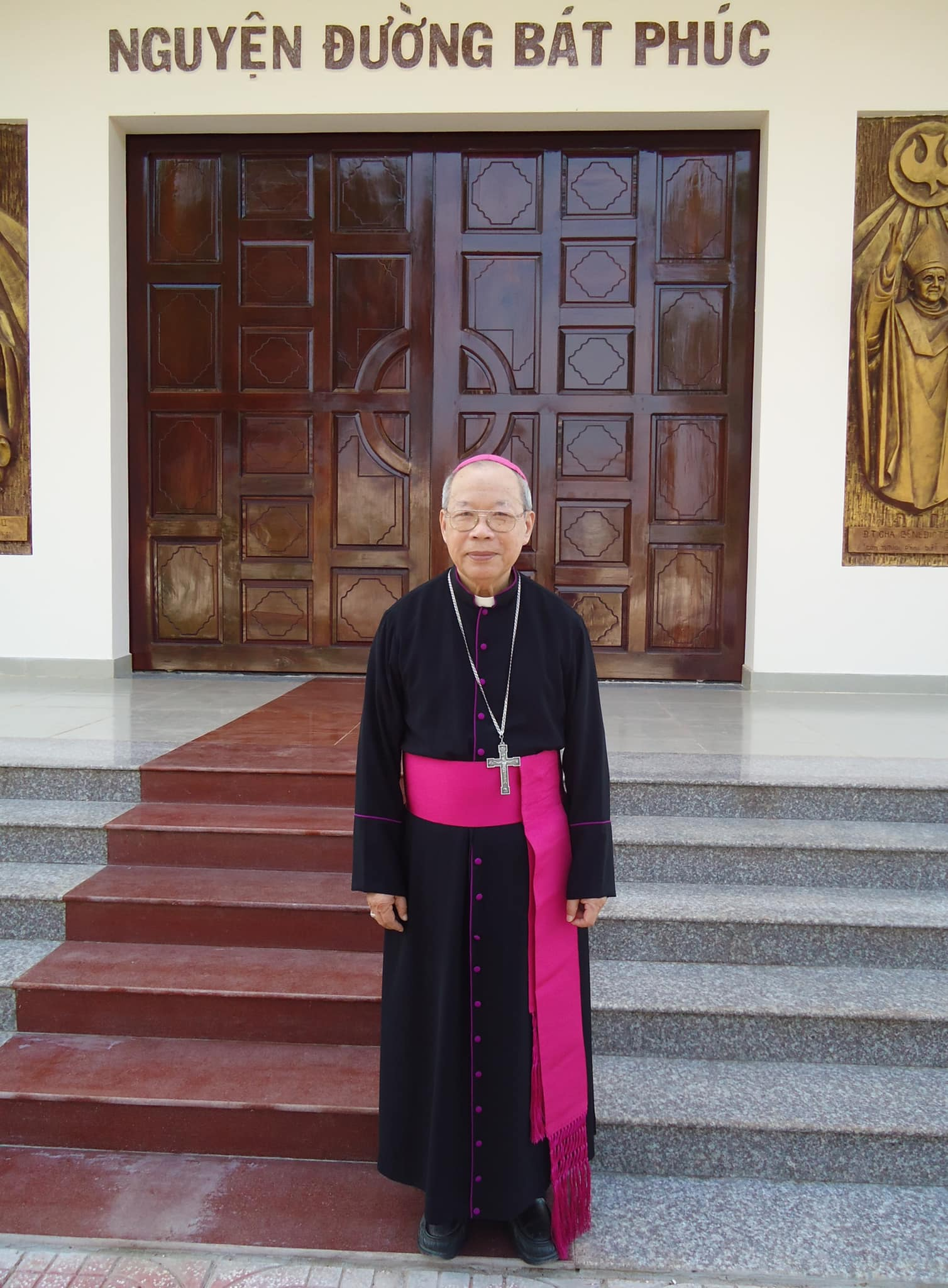
Giám mục Phaolô Nguyễn Thanh Hoan đứng trước Nguyện Đường Bát Phúc của Tu Đoàn Bác Ái Xã Hội, nay là Tu Đoàn Bác Ái Chúa Kitô Tôi Tớ.

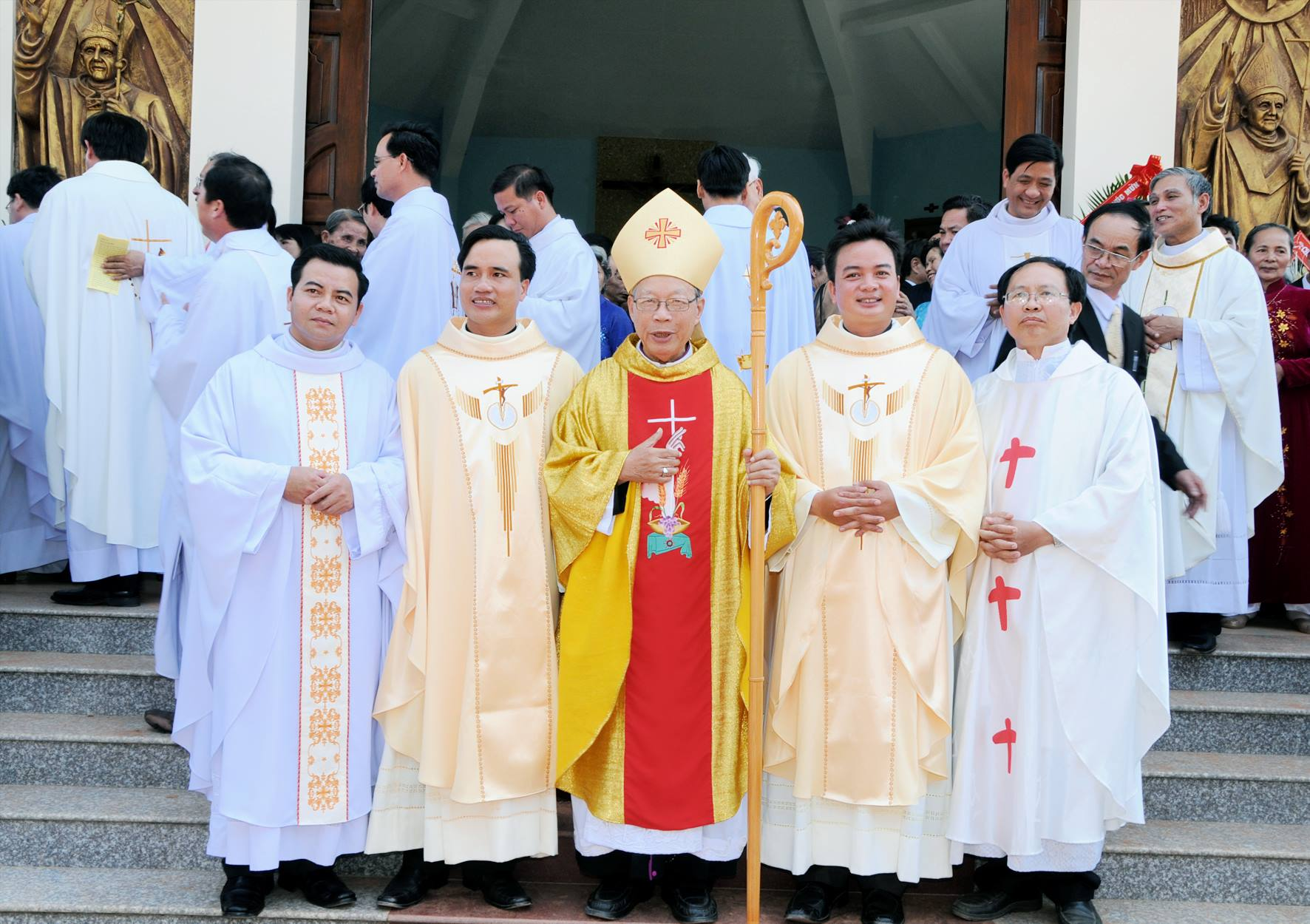
Giám mục Phaolô Nguyễn Thanh Hoan chủ sự lễ truyền chức linh mục cho phó tế Antôn Nguyễn Văn Thành và Phaolô Hồ Phi Chỉnh, thuộc Tu Đoàn Bác Ái Xã Hội, ngày 22-02-2014.

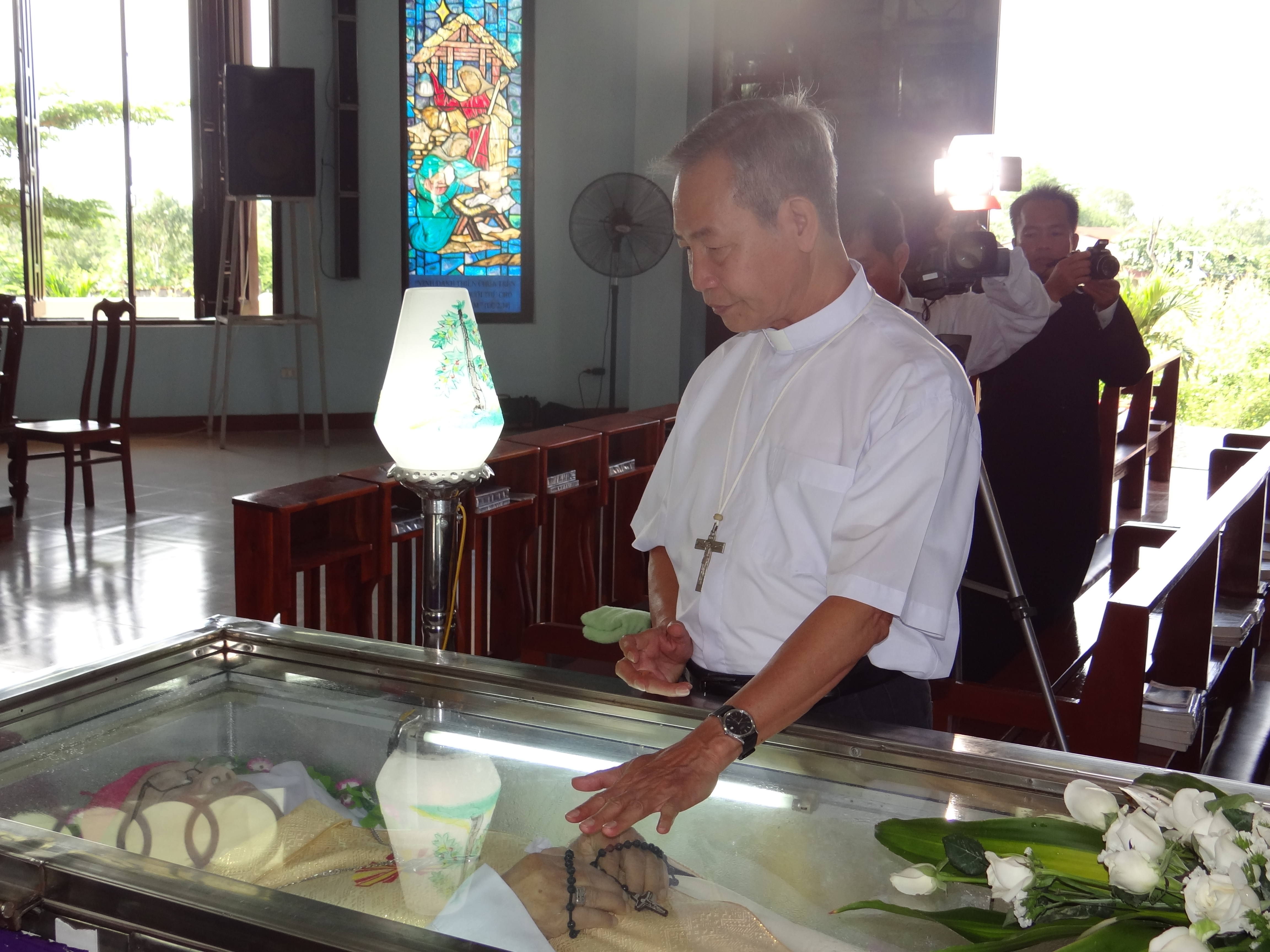
Giám mục Giuse Vũ Duy Thống viếng xác Giám mục Phaolô Nguyễn Thanh Hoan.

Tòa Thánh chấp thuận cho giám mục Nguyễn Thanh Hoan từ nhiệm từ ngày 25 tháng 7 năm 2009 và bổ nhiệm giám mục kế nhiệm là nguyên giám mục phụ tá Tổng giáo phận Thành phố Hồ Chí Minh Giuse Vũ Duy Thống. Giám mục Hoan hưu dưỡng tại Tu đoàn Bác ái Xã Hội. Ngày 25 tháng 7 cũng là lễ kỷ niệm tấn phong giám mục của Huỳnh Văn Nghi và Nguyễn Thanh Hoan, giám mục Hoan cho biết dù tuổi cao nhưng ông vẫn quyết định đứng ra lãnh đạo giáo phận dù thời gian không dài là vì đạt được thỏa thuận giữa chính quyền Việt Nam và Giáo hội Công giáo là rất khó. Nay ông vui mừng khi vị kế nhiệm là một giám mục trẻ tuổi.
Giám mục Nguyễn Thanh Hoan qua đời tại Tu đoàn Bác Ái Xã Hội vào lúc 0 giờ ngày 18 tháng 8 năm 2014, thọ 82 tuổi. Tang lễ của ông diễn ra vào ngày 21 tháng 8, do Giám mục kế vị Giuse Vũ Duy Thống chủ sự, cùng với 14 giám mục, hơn 200 linh mục từ các giáo phận khác nhau.

## Đóng góp
Giám mục Nguyễn Thanh Hoan được ghi nhận bởi nhiều hoạt động từ thiện xã hội của ông như: hỗ trợ người dân không phân biệt tôn giáo gồm khoan giếng nước sạch, cơi nới đường làng, xây dựng nhiều nhà tình thương và hỗ trợ điện lưới kéo vào thôn bản, mở nhà máy nước sạch phục vụ người nghèo, trao phương tiện đi học, quỹ hỗ trợ các học sinh miền quê. Ngoài ra, ông cũng tham gia hỗ trợ phát triển nông nghiệp như "heo, bò tín dụng", xây đập lấy nước tưới tiêu đồng ruộng, các phòng khám Đông y miễn phí,... Ông cũng tham gia hỗ trợ các lĩnh vực cung cấp đất trồng trọt, cung cấp thực phẩm và thuốc miễn phí cho hơn 4.000 bệnh nhân mỗi tháng. Công trình thủy lợi đáng được ghi nhận nhất là đập nước hỗ trợ tưới tiêu cho vùng đất 100 hecta, vùng đất được chia đều cho 300 gia đình tham gia trồng lúa.
Ông cũng đầu tư vốn vào các dự án kinh doanh nhỏ tại địa phương: trồng cây được sử dụng trong y học cổ truyền, trang trại lợn nhỏ và các doanh nghiệp nhỏ, từ đó hỗ trợ và tạo việc làm cho hơn 150.000 lao động. Giám mục Hoan cũng chính là vị sáng lập Tu đoàn Bác ái Xã hội hai nhánh nam và nữ. Tu đoàn này được thiết lập là để tiếp tục con đường hoạt động bác ái xã hội của ông. Tu đoàn này, tính đến năm 2014, đã phối hợp với chính quyền thành phố, giúp đỡ 239 gia đình nghèo bằng cách hỗ trợ các gói tín dụng nhỏ cho họ. Những hoạt động trên được chính quyền địa phương ghi nhận.

## Đánh giá
Linh mục Jean Baptiste Etcharren, nguyên Bề Trên Tổng Quyền Hội Thừa Sai Hải ngoại Paris, từng là linh mục chính xứ Đông Hà, Quảng Trị nơi linh mục Nguyễn Thanh Hoan đảm nhận chức linh mục phó, đưa ra nhận định:
| “ | Đức cha Phaolô là một người vô cùng lạc quan, trong cuộc sống cũng như trong sứ vụ, cách riêng thời chiến tranh ly tán và dịp tản cư vào Nam, ngài đã vui vẻ nhận cảnh sống nghèo và sẵn sàng chia sẻ cũng như cưu mang những người nghèo gặp được trên đường. | ” |

Giám mục Giuse Vũ Duy Thống đưa ra nhận định về vị tiền nhiệm:
| “ | Không chỉ trong đời sống riêng mà còn trong sinh hoạt mục vụ, Đức cha Phaolô đặc biệt quan tâm đến người nghèo, làm sao cho những người yếu thế này được nâng đỡ về tinh thần, giúp đỡ về vật chất và bênh đỡ khỏi những thiệt thòi về quyền lợi nhân sinh cũng như kinh tế... Cuộc đời Đức cha Phaolô là một dấu ấn không quên liên quan đến những người lâm cảnh túng quẫn mọi mặt, nhất là vào thời kỳ tao loạn phải dắt díu gánh gồng cô nhi người trẻ từ vĩ tuyến 17 vào nam lập nên xứ Đông Hà nay còn đó, hay trường trại "bồ câu trắng" nay thành xứ Thánh linh cận kề đây. | ” |

Linh mục Nguyên Tổng đại diện Giáo phận Phan Thiết Phêrô Nguyễn Xuân Anh đưa ra nhận định về cố giám mục:
| “ | ...Có một linh mục mang tên Phaolô Nguyễn Thanh Hoan lại khẳng định mình là "Tin Mừng cho người nghèo" bằng việc bước xuống với bà con giáo dân để trồng mía, nấu đường, cùng bà con khai mương dẫn thủy, cùng chính con chiên mình vỡ đất trồng khoai, trồng lúa... và còn hơn thế nữa, cùng bà con làm keo đánh chim, để có thể cùng bà con cải thiện những bữa ăn vốn dưa cà, mắm muối trong những ngày túng ngặt... ...Có một linh mục mang tên Phaolô Nguyễn Thanh Hoan lại tham biết tin, tham tìm kiếm, tham gặp gỡ những thanh niên nam nữ nghiện ngập, hút chích, ăn chơi sa đọa, từ 46 đến thi xã Lagi; tham tìm đến những con người đau khổ, nghèo đói bệnh tật, tội lỗi hư hèn, tham tìm đến những ai lạc loài bơ vơ, cô thân cô thế. ...Có một Giám mục Phaolô Nguyễn Thanh Hoan lao đao vất vả đi tìm cho những người nghèo một nơi nương náu, tìm cho những người bệnh những bài thuốc dân gian, tìm cho xã hội những con người dám hy sinh dâng hiến bước theo con đường Loan "Tin Mừng cho người nghèo", đầu tư cho việc xây dựng một thế hệ kế thừa yêu thương và phục vụ những con người đau khổ... | ” |

## Tông truyền
Giám mục Phaolô Nguyễn Thanh Hoan được tấn phong giám mục năm 2001, thời Giáo hoàng Gioan Phaolô II, bởi:
- Giám mục chủ phong: Giám mục chính tòa Giáo phận Phan Thiết Nicôla Huỳnh Văn Nghi.
- Hai giám mục phụ phong: Phêrô Nguyễn Văn Nhơn, giám mục chính tòa Giáo phận Đà Lạt và Tôma Nguyễn Văn Trâm, giám mục phụ tá Giáo phận Xuân Lộc.

## Hình ảnh về Lễ Tấn phong Giám mục ngày 11-8-2001

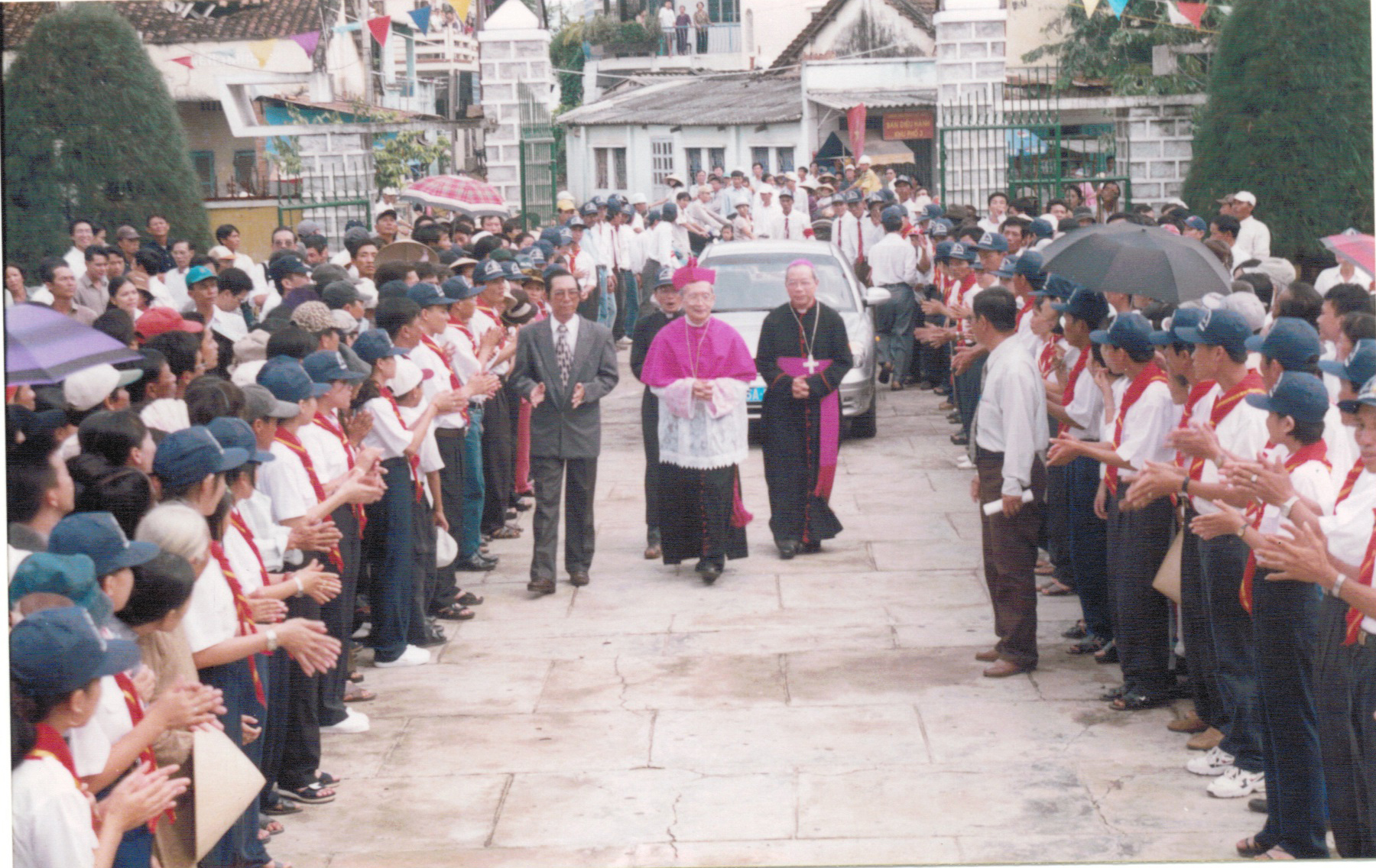
Đón chào Giám mục Nicôla Huỳnh Văn Nghi, Giám mục Giáo phận Phan Thiết và Tân Giám mục Phaolô Nguyễn Thanh Hoan.
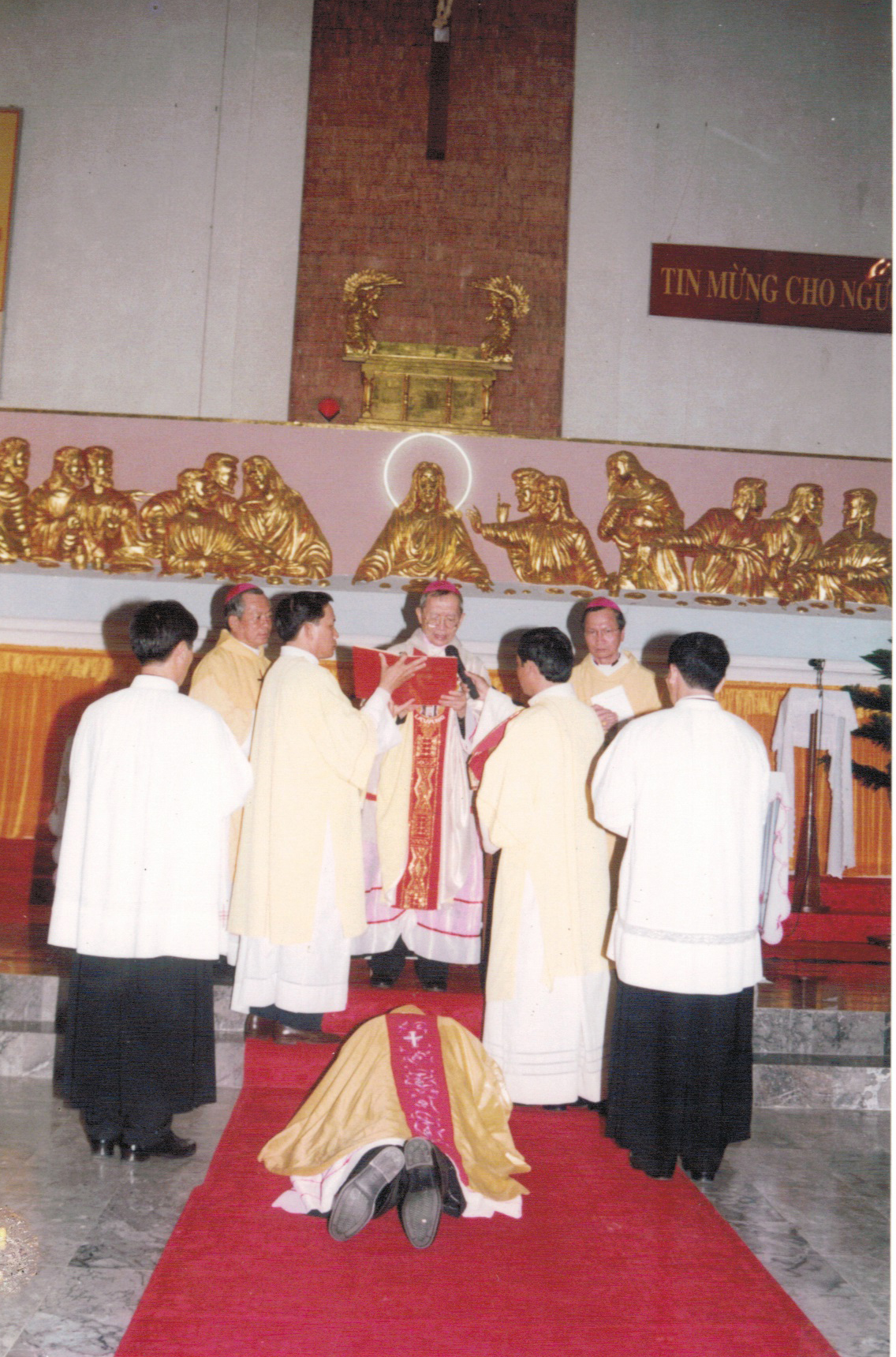
Giám mục Nicôla Huỳnh Văn Nghi đọc lời nguyện phong chức.
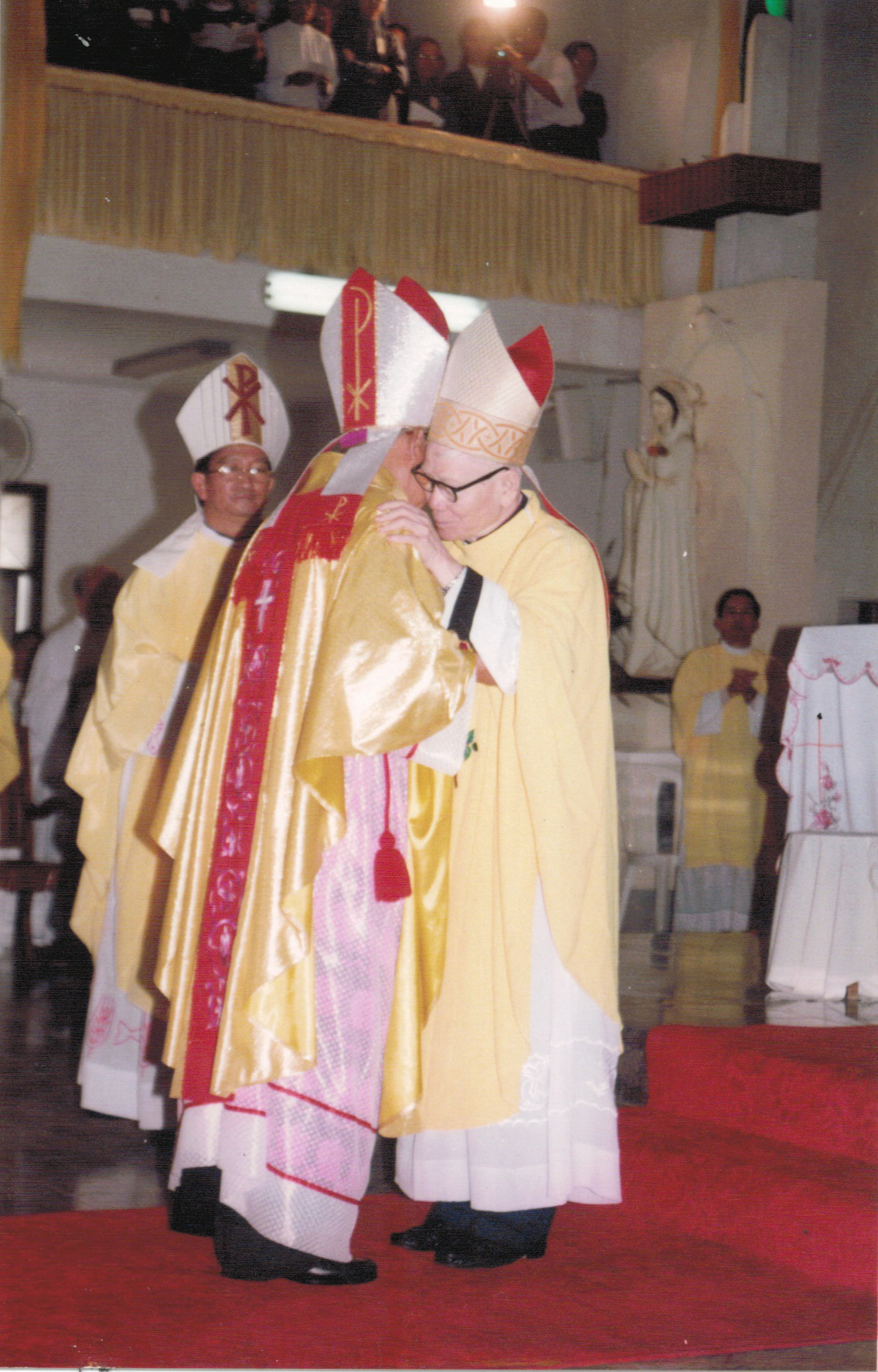
Giám mục Phaolô Maria Cao Đình Thuyên, Giám mục Giáo phận Vinh hôn chúc bình an tân giám mục.
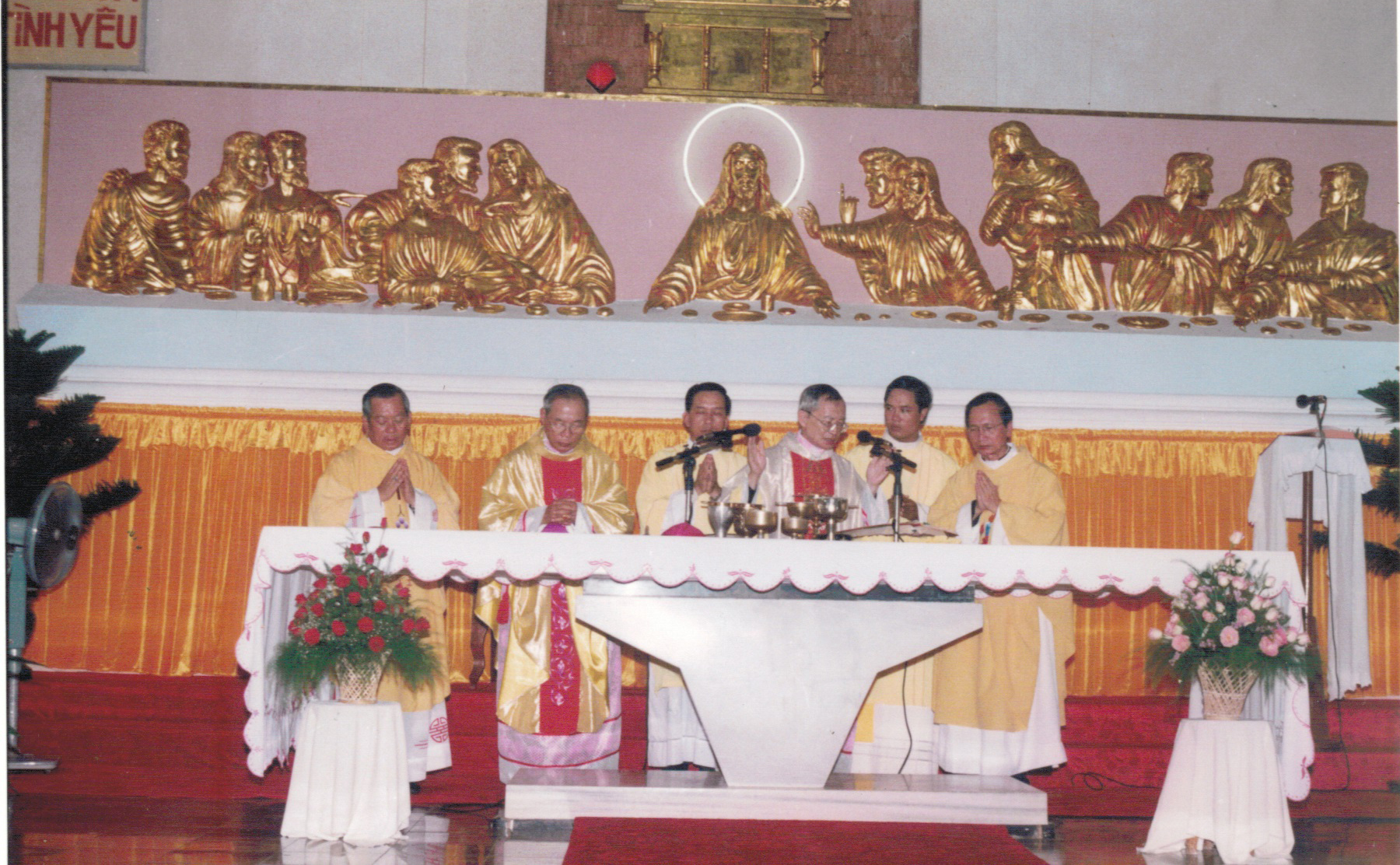
Các Giám mục thực hiện phần phụng vụ Thánh Thể.
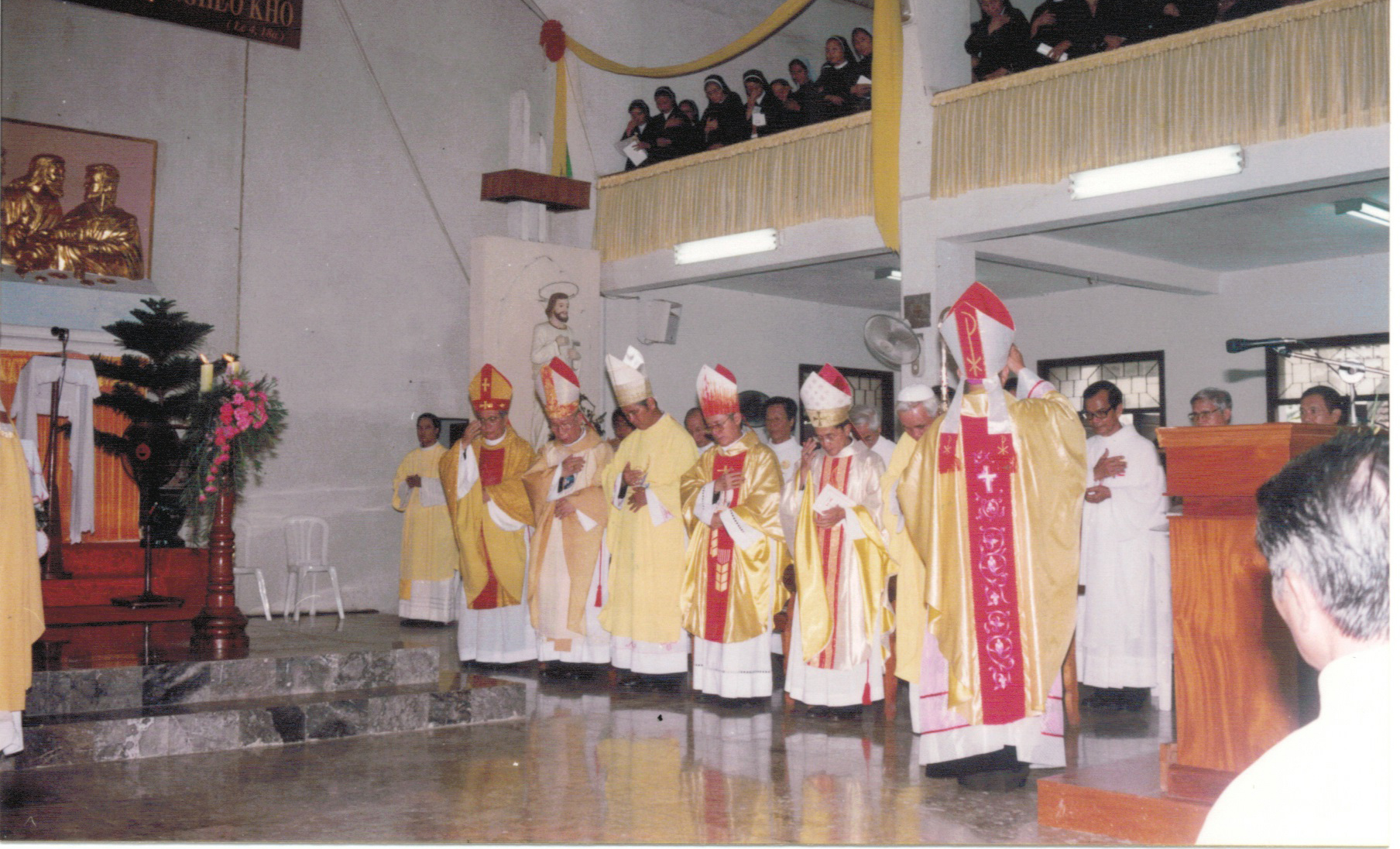
Tân Giám mục ban phép lành đầu tay.
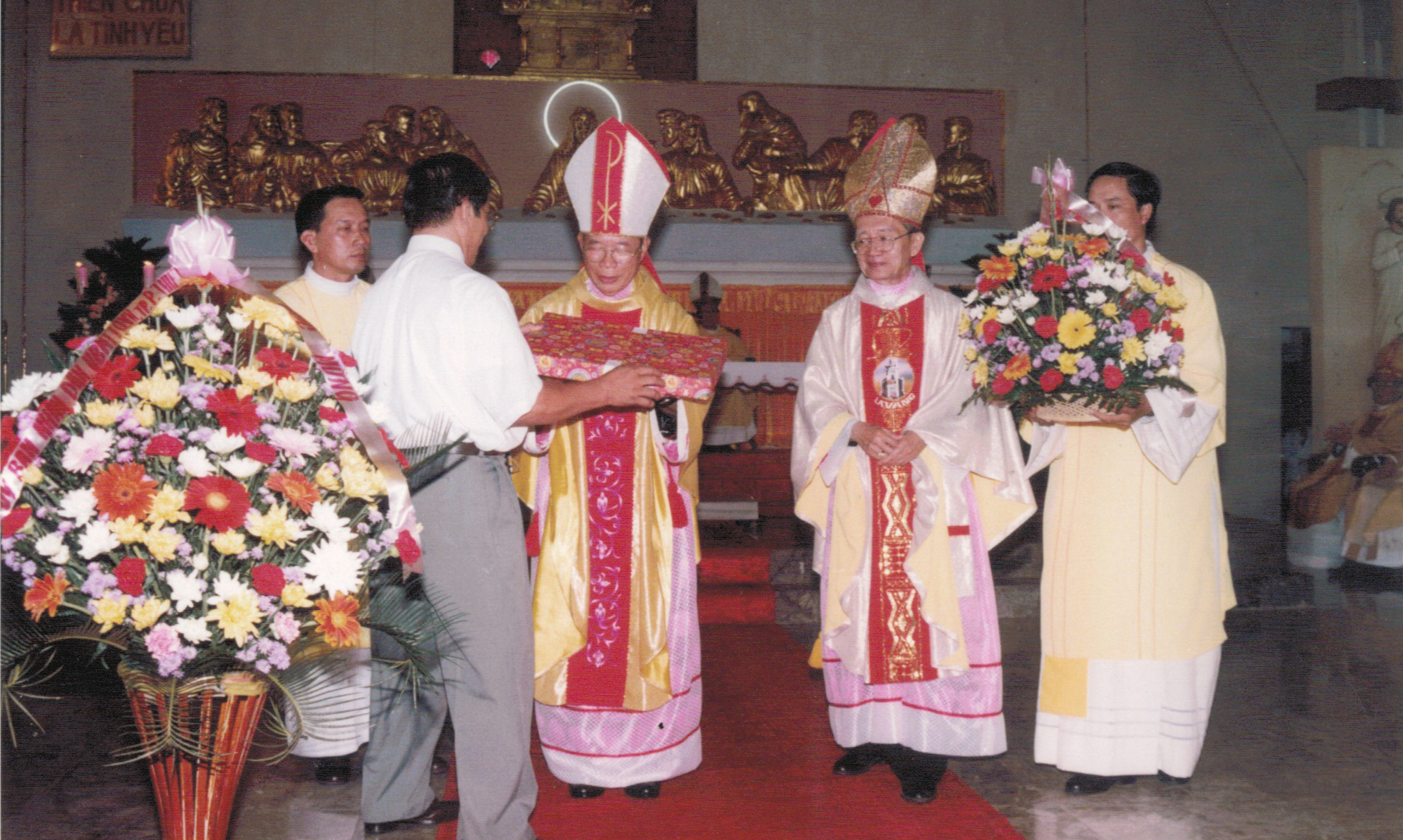
Đại diện chính quyền tặng quà mừng Tân giám mục.
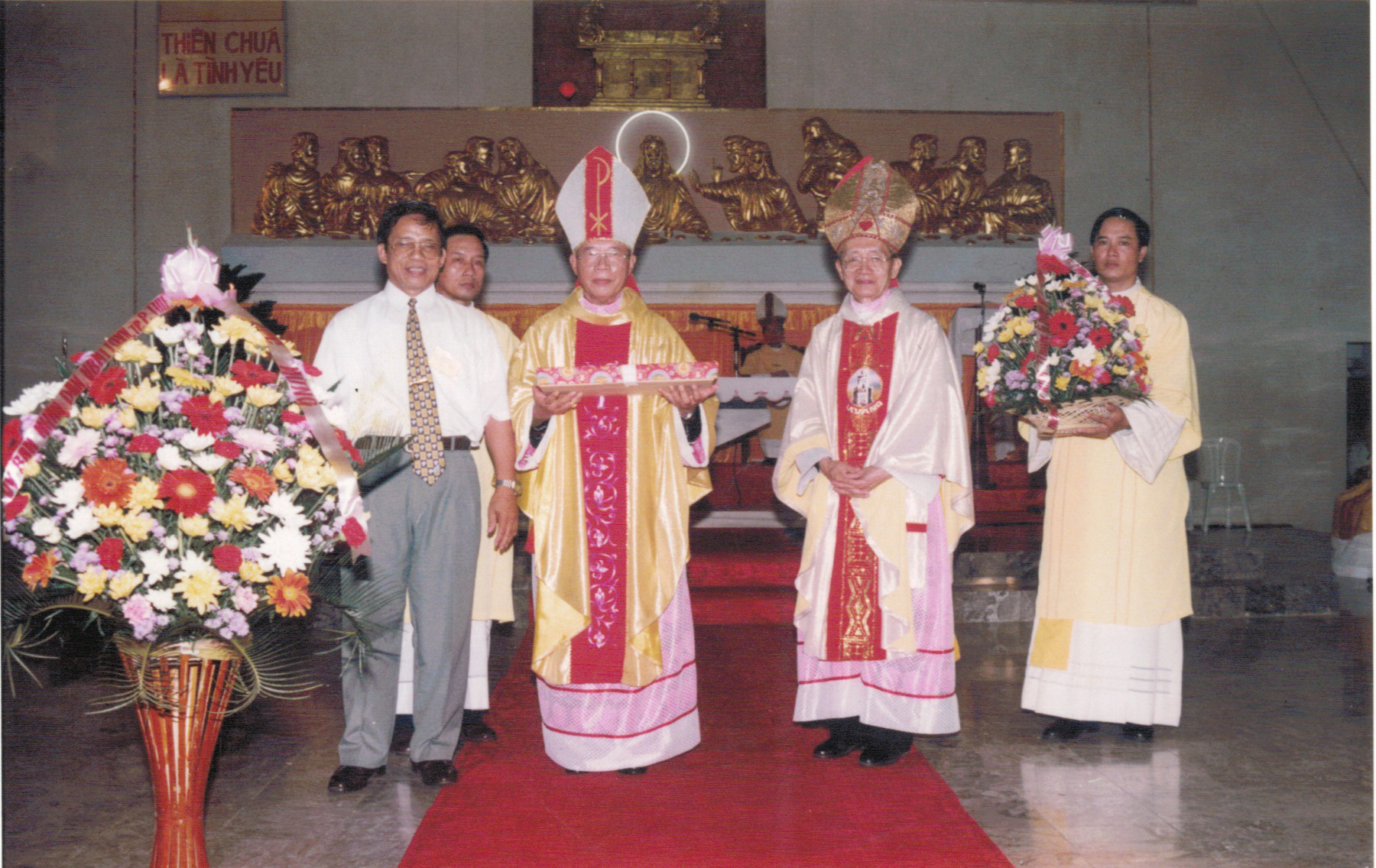
Đại diện chính quyền chụp ảnh lưu niệm với Giám mục chủ phong và tân giám mục.
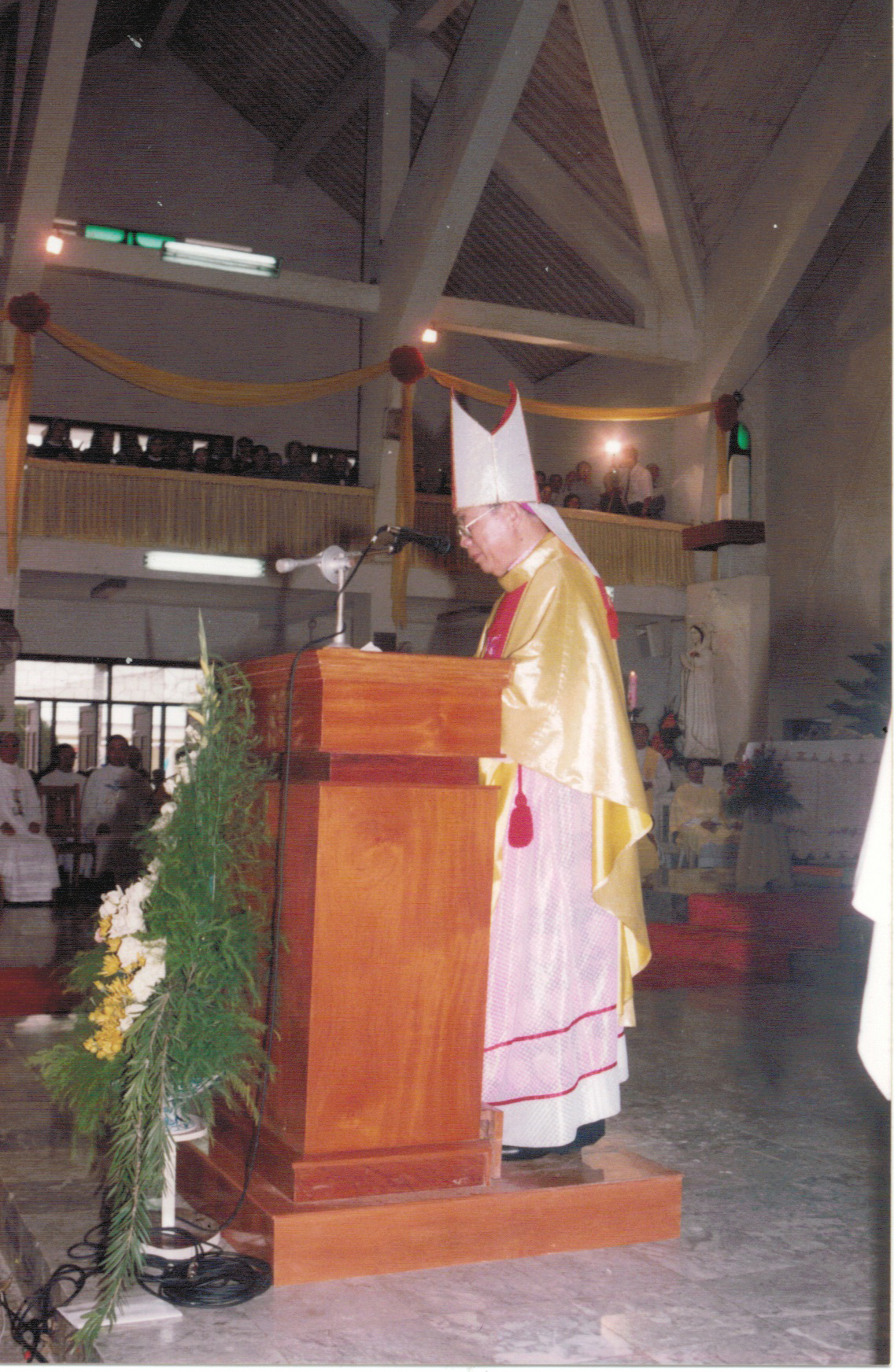
Tân Giám mục đáp từ cộng đoàn.
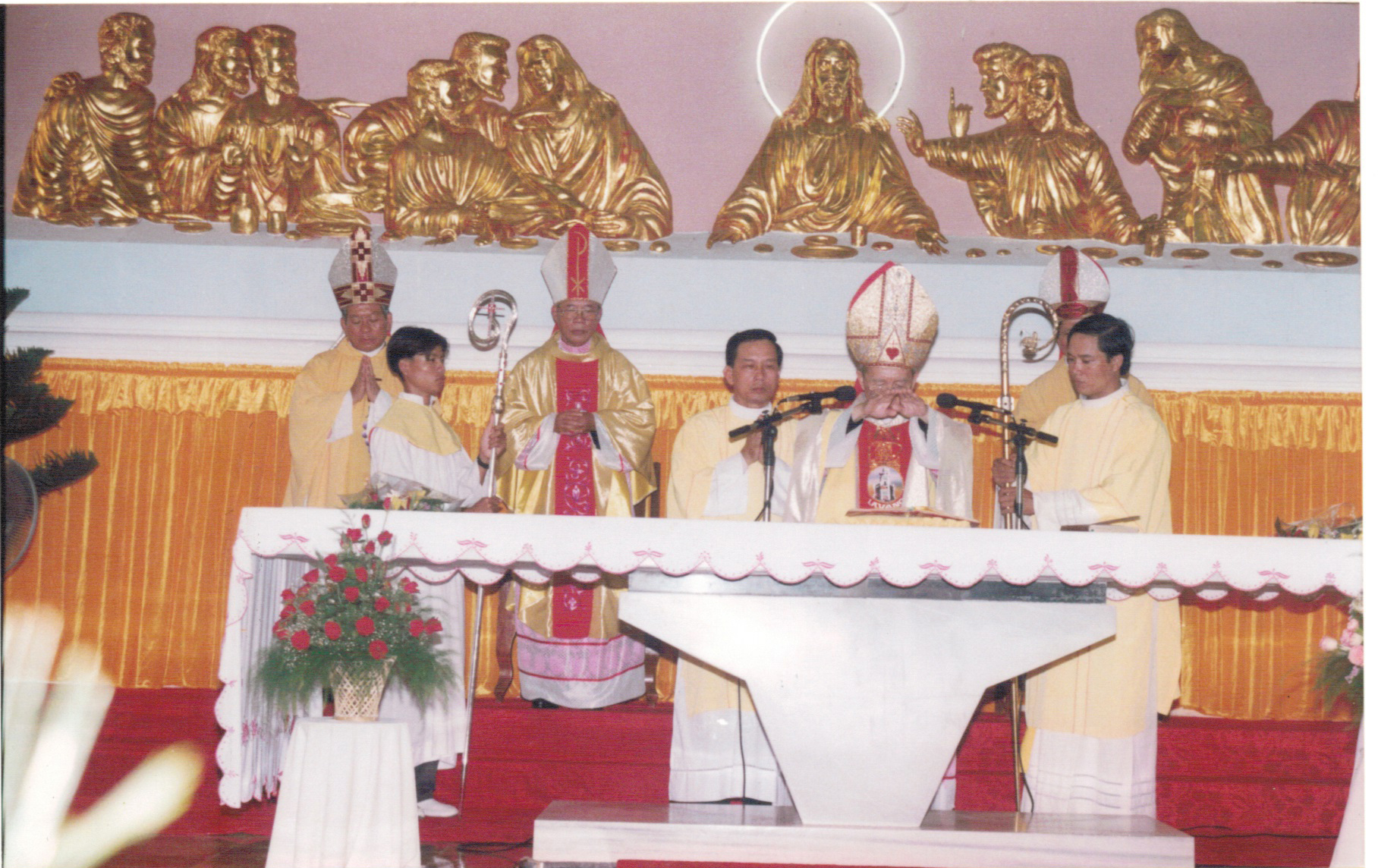
Giám mục chủ phong đọc lời nguyện kết lễ.
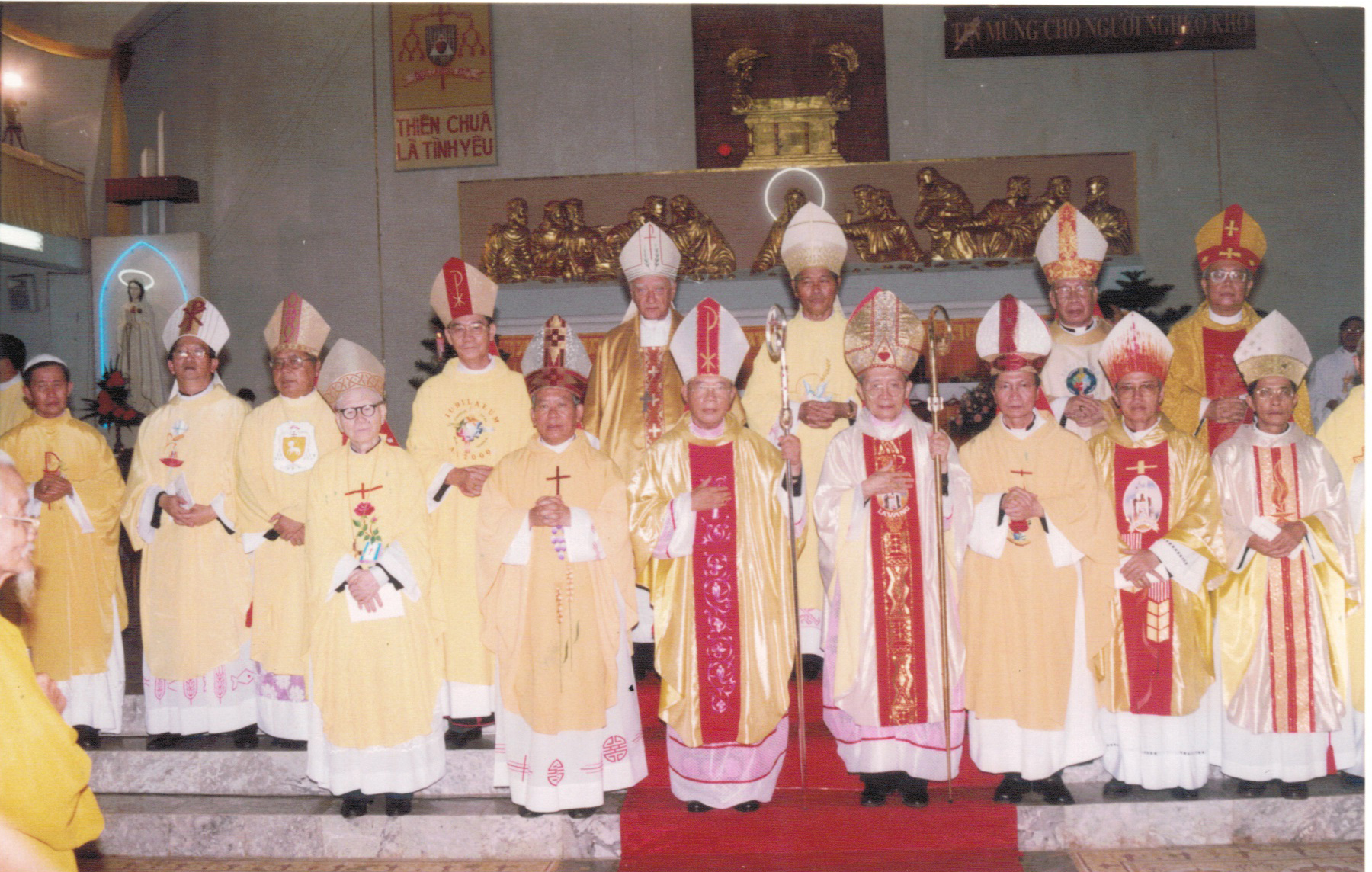
Các Giám mục chụp ảnh lưu niệm với Tân giám mục.
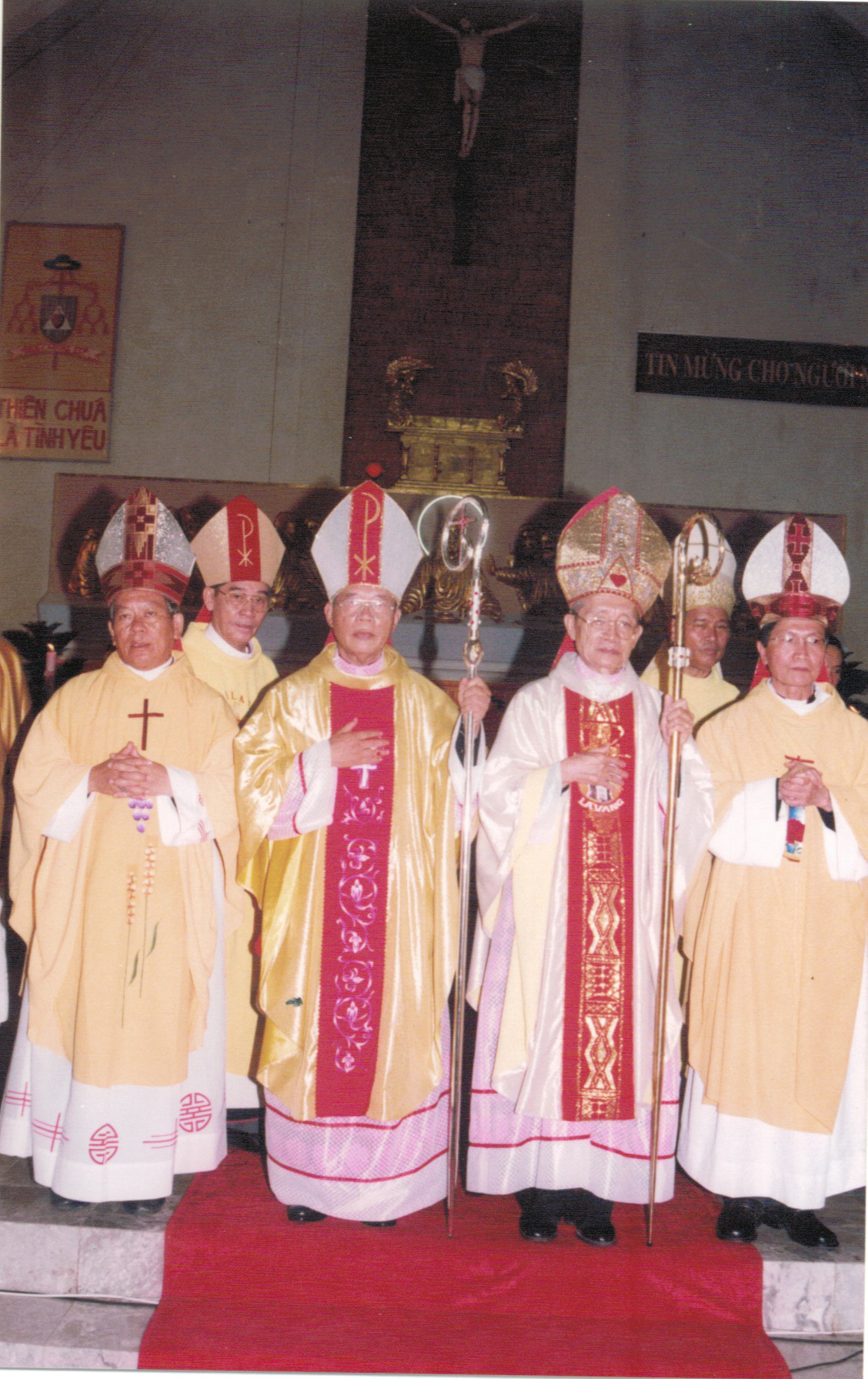
Thánh lễ tấn phong giám mục do Giám mục Nicôla Huỳnh Văn Nghi chủ phong, Giám mục Phêrô Nguyễn Văn Nhơn và Giám mục Tôma Nguyễn Văn Trâm phụ phong.
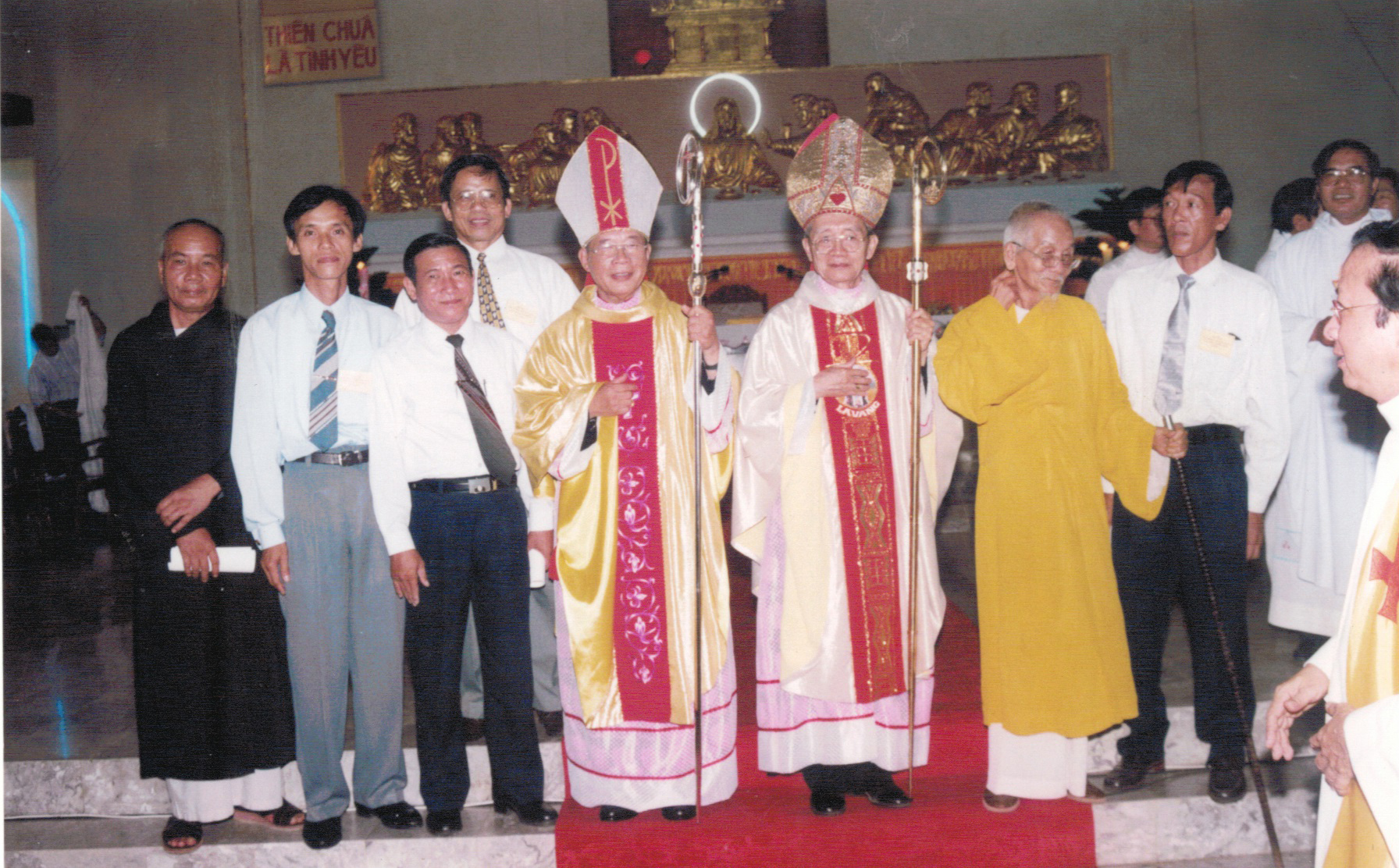
Đại diện chính quyền và tôn giáo bạn chụp ảnh lưu niệm với Giám mục chủ phong và tân giám mục.
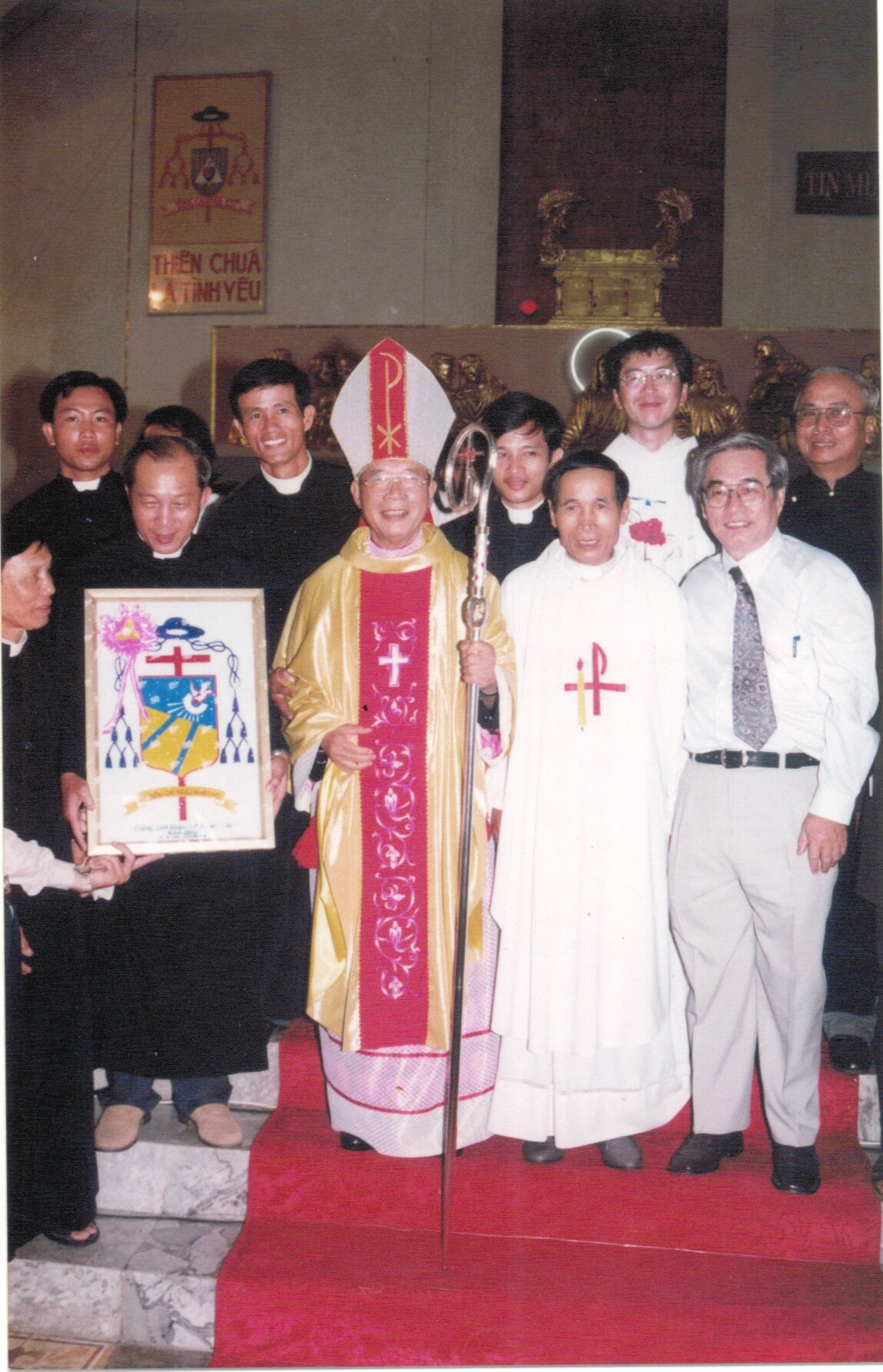
Đại diện linh mục, tu sĩ, chủng sinh và cộng đoàn giáo phận Phan Thiết chụp ảnh lưu niệm với tân giám mục.